# 12. Januar
Der 12. Januar (auch 12. Jänner) ist der 12. Tag des gregorianischen Kalenders, somit bleiben 353 Tage (in Schaltjahren 354 Tage) bis zum Jahresende.

## Ereignisse

### Politik und Weltgeschehen
- 29 v. Chr.: Als Zeichen, dass im Reich nach dem Bürgerkrieg wieder Frieden herrscht, lässt der römische Senat die Tore des Janustempels schließen.
- 1528: Gustav I. Wasa wird im Dom zu Uppsala zum König von Schweden gekrönt.
- 1814: Den Preußen unter General Leopold Wilhelm von Dobschütz gelingt in den Befreiungskriegen die Erstürmung der 1806 von den Franzosen unter Napoleon eingenommenen und anschließend massiv befestigten sächsischen Festung Wittenberg.
- 1839: Chile vernichtet im Peruanisch-Bolivianischen Konföderationskrieg bei Casma die peruanische Flotte.
- 1871: Die zweitägige Schlacht bei Le Mans im Deutsch-Französischen Krieg endet mit einem strategischen Sieg des preußischen Heeres. Die französische Armée de la Loire stellt nach schweren Verlusten keine Bedrohung mehr dar.
- 1904: Während die deutsche Schutztruppe in Deutsch-Südwestafrika durch eine Erhebung der Bondelswarte gebunden ist, greifen die Herero unter Häuptling Samuel Maharero die Stadt Okahandja an. Dies markiert den Anfang des Aufstandes der Herero.
- 1905: Das Riksdagshuset, der Sitz des schwedischen Parlaments, wird nach rund acht Jahren Bauzeit eingeweiht.
- 1912: In Den Haag findet auf Initiative der Vereinigten Staaten die erste Internationale Opiumkonferenz statt, die sich auf eine strenge staatliche Kontrolle des Drogenhandels verständigt.

1912: Das Ergebnis der Reichstagswahl

- 1912: Bei der letzten Reichstagswahl vor dem Ersten Weltkrieg und dem Ende des Deutschen Kaiserreichs 1918 wird die SPD erstmals nicht nur nach Wählerstimmen, sondern auch nach Mandaten stärkste Partei.
- 1916: Während des Ersten Weltkriegs schließt die SPD-Reichstagsfraktion Karl Liebknecht, der kurz zuvor die Spartakusgruppe innerhalb der Partei mitbegründet hat, und weitere Kriegsgegner aus.
- 1919: In Deutschland wird der Spartakusaufstand von Friedrich Ebert mit Hilfe der Obersten Heeresleitung, geführt von Gustav Noske (MSPD), niedergeschlagen.

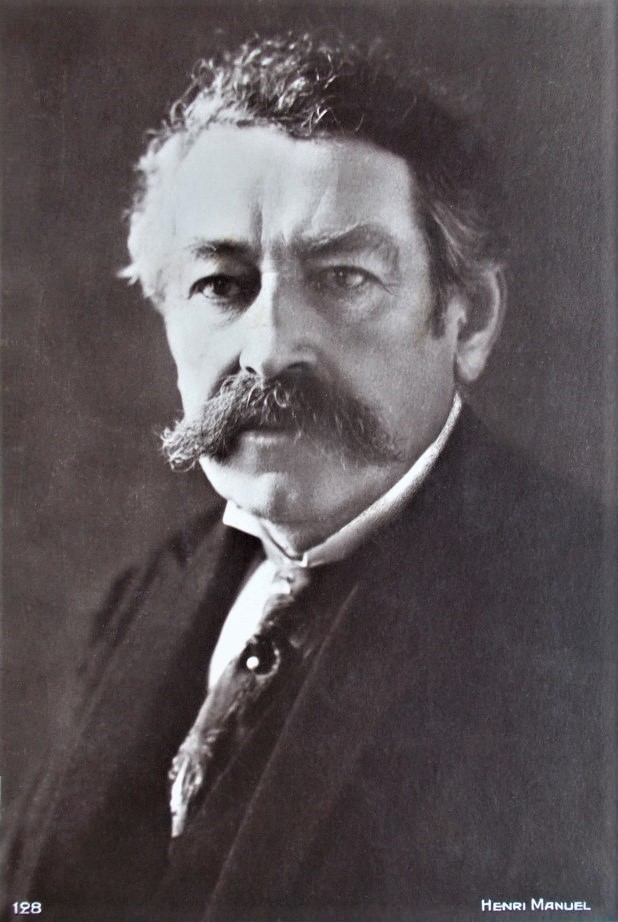
1922: Aristide Briand

- 1922: Aufgrund massiver Kritik an seiner konzilianten Haltung gegenüber Deutschland bei der Einhaltung des Versailler Vertrages und der deutschen Reparationszahlungen tritt der französische Regierungschef Aristide Briand zurück.
- 1932: In Arkansas gewinnt Hattie Caraway die Wahl zum Senat der Vereinigten Staaten. Sie wird Amtsnachfolgerin ihres verstorbenen Mannes Thaddeus H. Caraway und ist die erste eine volle Wahlperiode dem Gremium angehörende Frau.
- 1935: Die Gestapo lässt im Saargebiet ausländische Zeitungen beschlagnahmen, um Einfluss auf die Volksabstimmung im Saargebiet am folgenden Tag zu nehmen.
- 1945: Die 1. Ukrainische Front beginnt im Zweiten Weltkrieg aus dem Weichselbrückenkopf bei Baranow mit der breitangelegten Weichsel-Oder-Operation gegen die Heeresgruppe A unter Josef Harpe, in deren Rahmen die Rote Armee weiträumig die Grenze des Deutschen Reichs zu Beginn des Krieges überschreitet. Am gleichen Tag beginnt auch die Westkarpatische Operation.
- 1951: Die am 9. Dezember 1948 von der Generalversammlung der Vereinten Nationen beschlossene UN-Konvention über die Verhütung und Bestrafung des Völkermordes tritt in Kraft.

1964: Flagge der Volksrepublik Sansibar

- 1964: Knapp einen Monat nach der Unabhängigkeit Sansibars (10. Dezember 1963) erhebt sich die schwarze Bevölkerungsmehrheit unter der Führung von John Okello gegen die arabische Herrschaft und ruft die Volksrepublik Sansibar aus. Nahezu die gesamte arabische und indische Bevölkerung der Insel wird bei dem Aufstand ermordet.
- 1967: Die Kommune I um Fritz Teufel, Dieter Kunzelmann, Rainer Langhans und andere entsteht durch die Besetzung der Wohnung des Schriftstellers Uwe Johnson in der Berliner Niedstraße 14 im Stadtteil Friedenau. Sie bildet einen wichtigen Bestandteil der außerparlamentarischen Opposition und der Deutschen Studentenbewegung.
- 1968: In der DDR wird ein neues Strafgesetzbuch beschlossen, welches das Reichsstrafgesetzbuch von 1871 und das Strafrechtsergänzungsgesetz von 1958 ablöst.

1970: Karte Biafras

- 1970: Mit der Kapitulation Biafras endet der seit 1967 andauernde Sezessionskrieg zwischen Nigeria und Biafra. Biafra wird wieder in Nigeria eingegliedert. Biafras Staatschef Chukwuemeka Odumegwu Ojukwu geht ins Exil in die Elfenbeinküste.
- 1976: Die letzten spanischen Truppen ziehen sich, wie nach dem Grünen Marsch bei den Verhandlungen in Madrid vereinbart, aus der ehemaligen Provinz Spanisch-Sahara zurück. Damit endet die spanische Kolonialherrschaft im ehemaligen Spanisch-Westafrika.
- 1990: In Baku bricht ein neuntägiges Pogrom in Baku aus, dem rund 90 Armenier zum Opfer fallen.
- 2016: Bei einem Terroranschlag in der türkischen Metropole Istanbul werden zehn deutsche Touristen getötet.

### Wirtschaft

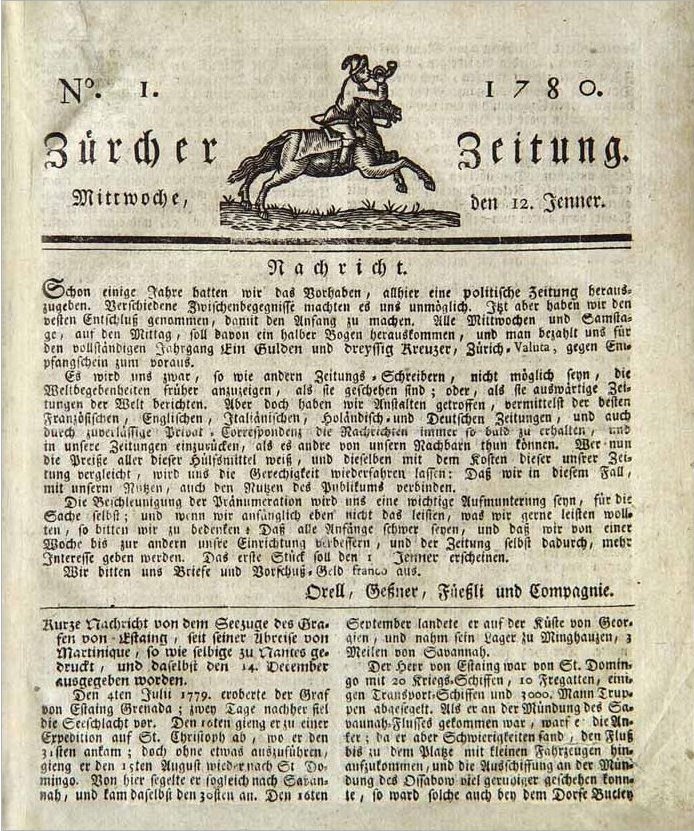
Titelseite der Erstausgabe 1780

- 1780: In Zürich gibt Salomon Gessner die erste Ausgabe der Zürcher Zeitung heraus.
- 1883: Georg Coch gründet in Österreich das k.k. Postsparcassenamt, die heutige BAWAG P.S.K., und führt den weltweit ersten Postscheckverkehr ein.
- 1906: Der Aktienindex Dow Jones Industrial Average schließt erstmals über dem Stand von 100 Punkten.
- 1922: Der Schweizer Jacob Fahrni meldet einen als Motormäher konzipierten Balkenmäher zum Patent an.
- 1999: In Hamburg wird die europaweit erste Wasserstoff-Tankstelle in Betrieb genommen. Mittels Wasserstoffantrieb in dafür geeigneten Fahrzeugen erledigen sechs Unternehmen Liefertätigkeiten.
- 1999: In Brasilien scheitert der Versuch, den Kurs der Landeswährung Real durch Zentralbankankäufe hoch zu halten. Als Folge der Brasilienkrise und von Spekulanten auf den Finanzmärkten bricht sein Kurs anschließend kräftig ein.

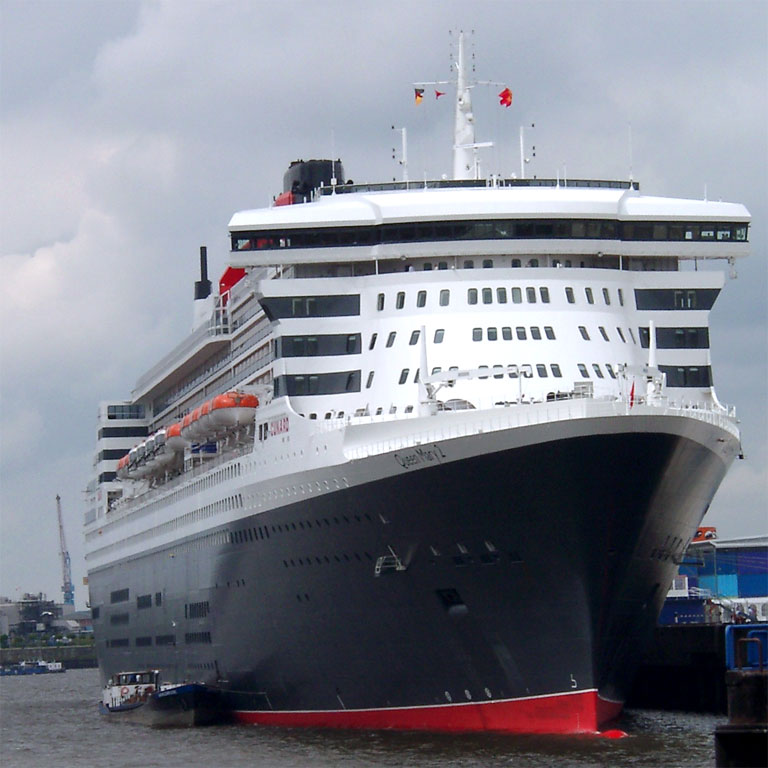
2004: Queen Mary 2

- 2004: Die Queen Mary 2 der Reederei Cunard Line, das mit 148.528 BRZ zu diesem Zeitpunkt größte Passagierschiff weltweit, bricht von ihrem Heimathafen Southampton aus zu ihrer Jungfernfahrt Richtung Kanaren, Karibik und Florida auf.
- 2010: Das Rüstungsunternehmen Rheinmetall MAN Military Vehicles wird gegründet.

### Wissenschaft und Technik
- 1818: Das Großherzogtum Baden erteilt Karl von Drais das Privileg für die Draisine.
- 1866: In London wird die Royal Aeronautical Society gegründet.
- 1868: Amariah Hills erhält das erste US-Patent für einen Rollen-Rasenmäher.
- 1957: Anlässlich des Internationalen Geophysikalischen Jahres wird mit der Davis-Station Australiens südlichste Forschungsstation in der Antarktis zur Unterstützung von australischen Forschungsexpeditionen errichtet.
- 1967: Nach seinem Tod wird der Körper James Bedfords in Kryostase versetzt. Der Verstorbene ist der erste Mensch, der sich auf diese Weise eine Wiederbelebung in der Zukunft erhofft.
- 1987: In La Brévine, im Neuenburger Jura gelegen, werden −41,8 °C gemessen, der Kälterekord an einem bewohnten Ort in der Schweiz.

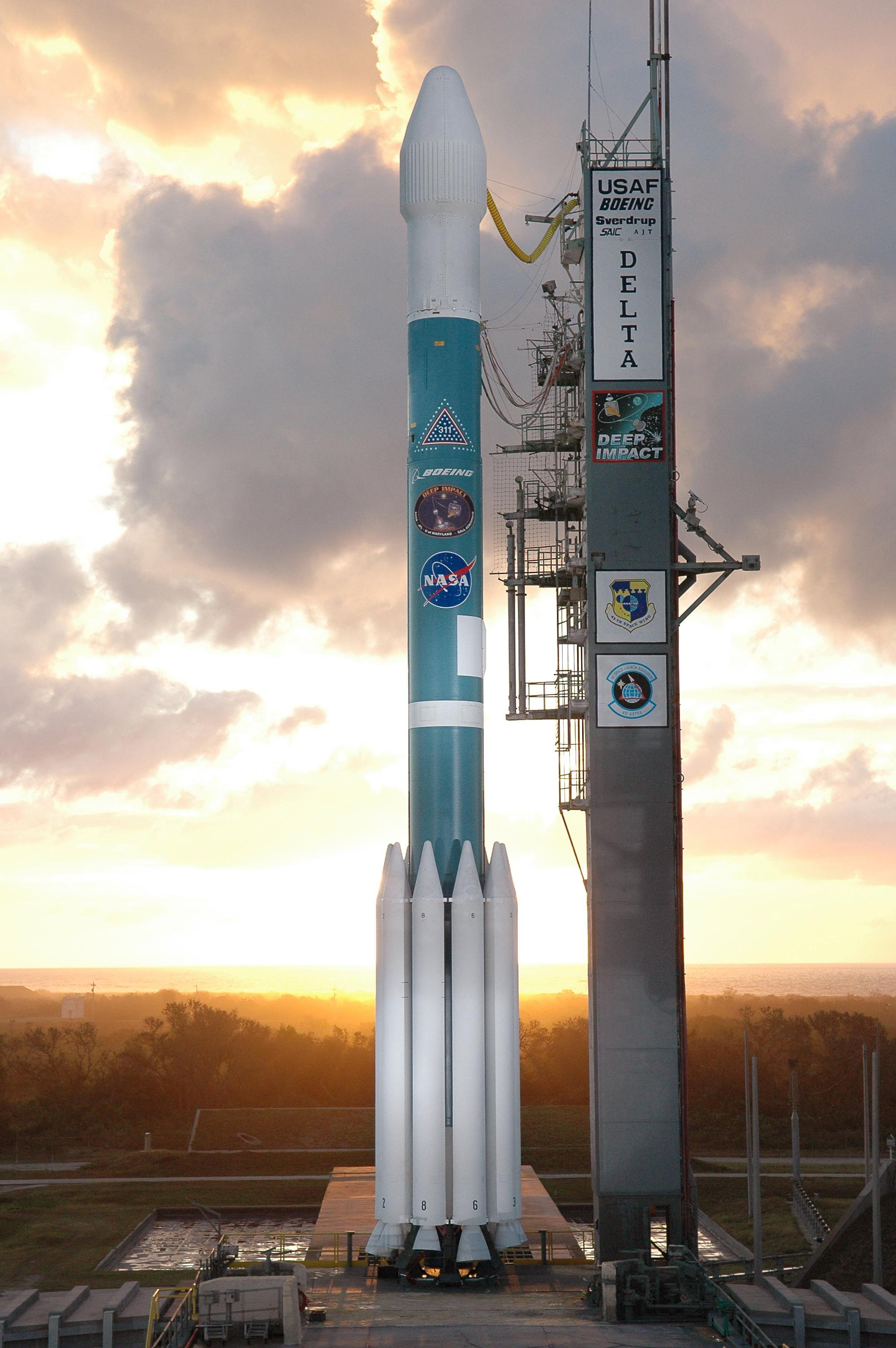
2005: Die Trägerrakete mit Deep Impact vor dem Start

- 2005: Mit einjähriger Verspätung startet die US-Raumsonde Deep Impact mit einer Delta II-Trägerrakete auf dem Weg zum Kometen Tempel 1, auf dem sie am 4. Juli einschlagen soll.
- 2007: Der Komet C/2006 P1 (McNaught) durchläuft das Gesichtsfeld des Koronografen LASCO C3 des Weltraumobservatoriums SOHO von NASA und ESA. Es ist der hellste Komet, der je mit diesem Gerät registriert wurde. Zum Teil ist er sogar bei Tageslicht mit bloßem Auge sichtbar.

### Kultur
- 1692: Im Tordinona in Rom erfolgt die Uraufführung der Oper Eraclea ovvero Il ratto delle Sabbine von Giovanni Bononcini.
- 1844: Am Teatro San Carlo in Neapel wird die Oper Caterina Cornaro von Gaetano Donizetti uraufgeführt.
- 1852: Das Teatro Santa Elisabetta in Messina, acht Jahre später in Teatro Vittorio Emanuele II umbenannt, wird eröffnet.
- 1959: Das Plattenlabel Motown, eigentlich Motown Record Company, L. P., wird unter dem Namen Tamla Record Company von Berry Gordy in Detroit, Michigan, gegründet. Außerhalb der USA ist das Unternehmen teilweise auch als Tamla-Motown bekannt.
- 1968: Manfred Mann veröffentlicht die Bob-Dylan-Komposition Mighty Quinn, die in dieser Version ein Nummer-eins-Hit in vielen Ländern wird.
- 1969: Die Rockband Led Zeppelin veröffentlicht ihr gleichnamiges Debütalbum, auf dem sich unter anderem der Song Dazed and Confused befindet.
- 1981: Im US-TV-Sender ABC hat die Fernsehserie Der Denver-Clan Premiere.
- 1984: Mit einem Konzert des Sängers Renaud wird in Paris das Zénith, die wichtigste Konzerthalle Frankreichs, eingeweiht.
- 1992: Die in der Silvesternacht aus dem Osloer Frognerpark entwendete Skulptur Der kleine Trotzkopf von Gustav Vigeland wird wiedergefunden.
- 1994: Die Hochschule für Musik und Theater Rostock wird gegründet, als Nachfolgeinstitution der 1947 gegründeten Hochschule für Musik, Theater und Tanz in Rostock.

### Gesellschaft
- 2006: Mehmet Ali Ağca, der am 13. Mai 1981 ein Attentat auf Papst Johannes Paul II. verübt hatte, wird auf Bewährung freigelassen.

### Religion
- 1522: Paul Speratus hält in einem Gottesdienst im Wiener Stephansdom eine Predigt, die als erste evangelische in Österreich gilt. Für diese Predigt und seine Kritik am Zölibat wird er später als Ketzer exkommuniziert.
- 1953: Papst Pius XII. ernennt Angelo Giuseppe Roncalli zum Kardinal und Patriarchen von Venedig.

### Katastrophen
- 1807: Die Stadt Leiden wird durch die Explosion eines Schiffes, das Schießpulver geladen hat, schwer in Mitleidenschaft gezogen. 151 Menschen kommen ums Leben, geschätzte 2.000 werden verletzt und etwa 220 Häuser werden zerstört.

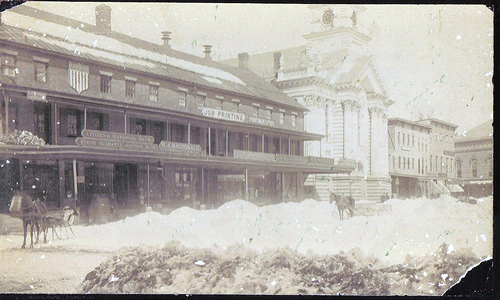
1888: Schoolchildren’s Blizzard

- 1888: Der Schoolchildren’s Blizzard fegt über die US-Bundesstaaten der Great Plains. Mindestens 200 Menschen, die von dem Blizzard überrascht werden, kommen ums Leben, der Großteil von ihnen Schulkinder.

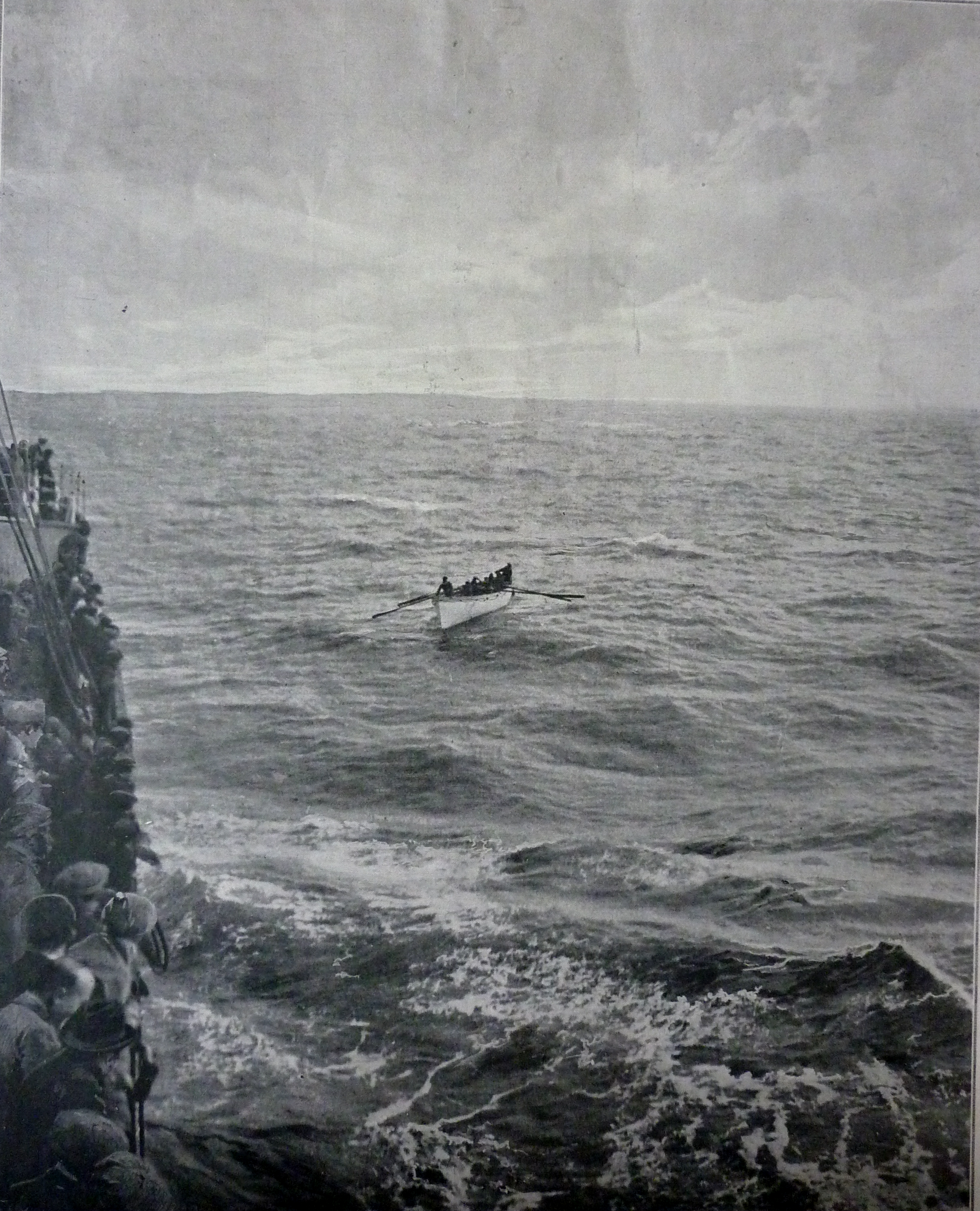
1920: Ein Rettungsboot mit Überlebenden der Afrique

- 1920: Der französische Passagierdampfer Afrique befindet sich an der französischen Küste, als in einem Sturm die Generatoren ausfallen und der Dampfer manövrierunfähig auf ein Riff geschleudert wird, wo er leck schlägt und untergeht. Von den 609 Passagieren und Besatzungsmitgliedern überleben nur 34. Das Unglück gilt als eine der größten Katastrophen in der Geschichte der französischen Dampfschifffahrt.
- 1945: Ein Erdbeben der Magnitude 7,1 in der Mikawa-Bucht, Japan, führt zu etwa 1.900 Toten.
- 2006: Durch eine Massenpanik sterben beim Haddsch in Mena bei Mekka mindestens 362 muslimische Pilger, mehr als 250 werden verletzt.

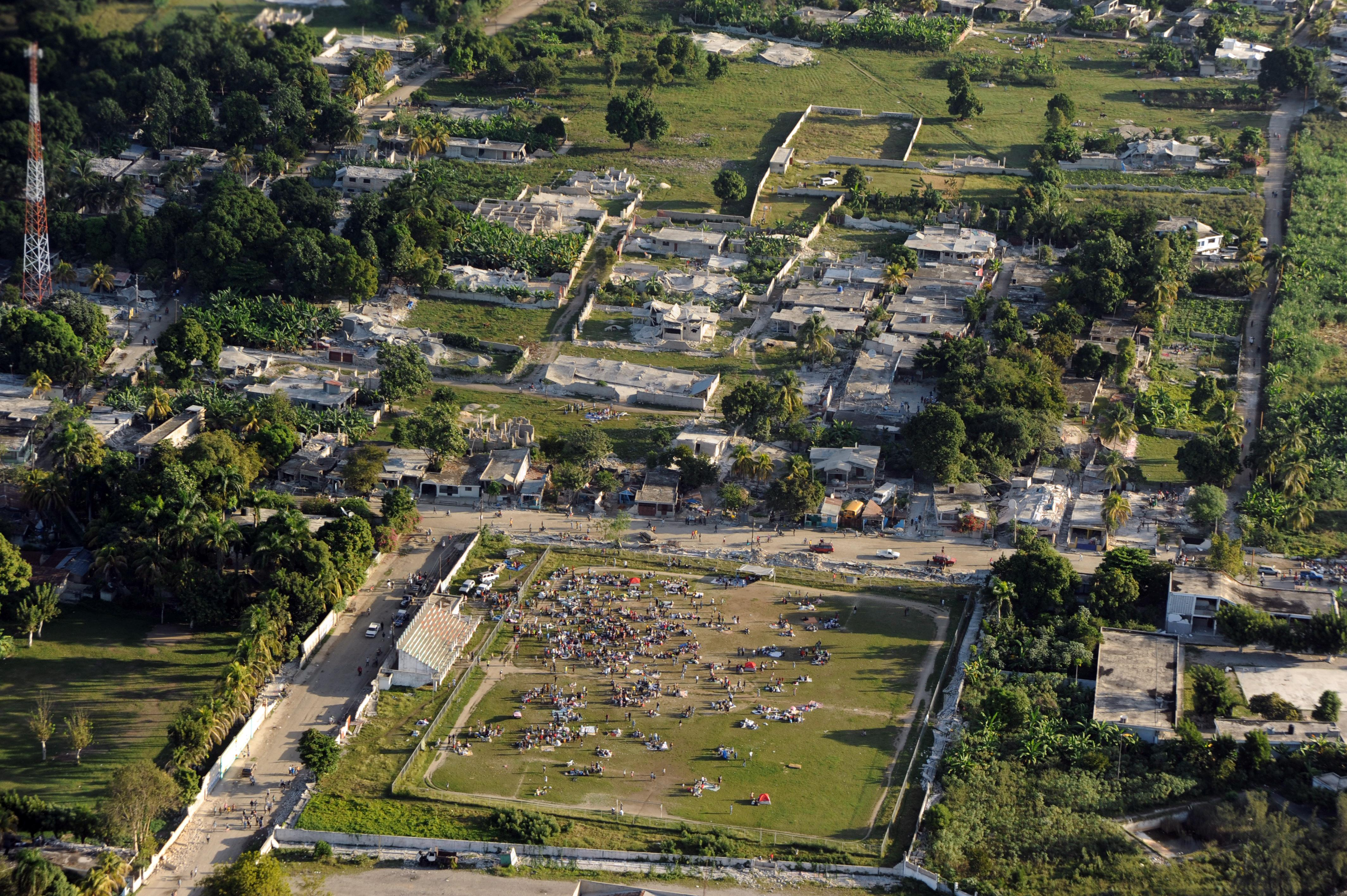
2010: Luftbild von Erdbebenschäden in Haiti

- 2010: Bei einem Erdbeben der Magnitude MW=7,0 mit dem Epizentrum in der Nähe von Port-au-Prince, der Hauptstadt des karibischen Inselstaates Haiti, kommen nach Angaben der Regierung vermutlich 200.000 Menschen ums Leben. 250.000 weitere Personen werden verletzt und 1,5 Millionen obdachlos. Auch der Präsidentenpalast des Landes stürzt ein.

Kleinere Unglücksfälle sind in den Unterartikeln von Katastrophe und in der Liste von Katastrophen aufgeführt.

### Sport
- 1945: Der chilenische Vulkan Corcovado in den Anden wird von den Bergsteigern Gerhard Kress, Alfredo Gash und Hans Engel erstmals erklommen.
- 1968: In der äthiopischen Hauptstadt Addis Abeba findet das Eröffnungsspiel der sechsten Fußball-Afrikameisterschaft statt.
- 1969: Die New York Jets gewinnen im Orange Bowl Stadium in Miami mit einem 16:7-Sieg gegen die Baltimore Colts den Super Bowl III. New Yorks Quarterback Joe Namath wird zum Super Bowl MVP gewählt.
- 1975: Die Pittsburgh Steelers gewinnen im Tulane Stadium in New Orleans mit einem 16:6-Sieg gegen die Minnesota Vikings den Super Bowl IX. Pittsburghs Runningback Franco Harris wird zum Super Bowl MVP gewählt.

Einträge von Leichtathletik-Weltrekorden befinden sich unter der jeweiligen Disziplin unter Leichtathletik.

## Geboren

### Vor dem 18. Jahrhundert
- 1483: Heinrich III., Graf von Nassau, Herr von Breda
- 1505: Ludwig zu Stolberg, deutscher Regent
- 1517: Ludwig Casimir, Graf zu Hohenlohe-Neuenstein und kaiserlicher Rat
- 1553: Johannes Wanckel, deutscher Geschichtswissenschaftler
- 1562: Karl Emanuel I., Sohn von Emmanuel Philibert von Savoyen

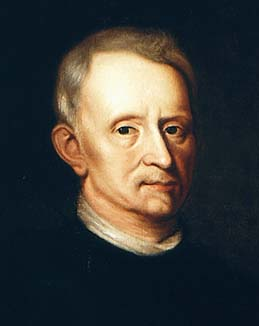
Jan Baptista van Helmont (* 1580)

- 1580: Johan Baptista van Helmont, flämischer Universalwissenschaftler, Arzt, Naturforscher und Chemiker
- 1588: John Winthrop, englischer Puritaner und Gouverneur
- 1591: Jusepe de Ribera, spanischer Maler
- 1592: Otto Heinrich Fugger, kurbayrischer Heerführer im Dreißigjährigen Krieg
- 1597: François Duquesnoy, flämischer Bildhauer
- 1627: Joachim Wilhelm Marschall von Bieberstein, sachsen-merseburgischer Rat, Hofmeister und Obersteuereinnehmer
- 1628: Charles Perrault, französischer Schriftsteller
- 1638: Ernst Rüdiger von Starhemberg, österreichischer kaiserlicher General, Verteidiger Wiens
- 1656: François Le Fort, Schweizer Vertrauter des Zaren Peter I., Reorganisator der russischen Streitkräfte und erster russischer Admiral
- 1662: Samuel Shute, englischer Offizier, Gouverneur von Massachusetts und New Hampshire
- 1674: Alexis Simon Belle, französischer Maler
- 1674: Reinhard Keiser, deutscher Komponist und Opernproduzent (Taufdatum)
- 1674: Leopold, Herzog von Schleswig-Holstein-Sonderburg-Wiesenburg und kaiserlicher Rat
- 1682: Burkhard Leberecht Behrisch, deutscher Jurist und Bürgermeister von Dresden

### 18. Jahrhundert
- 1702: Jacques-André-Joseph-Camelot Aved, französischer Maler
- 1711: Gaetano Latilla, italienischer Komponist
- 1713: Johann Gottfried Arndt, livländischer Historiker
- 1714: Christoph Friedrich von Derschau, deutscher Dichter und erster preußischer Regierungspräsident von Ostfriesland
- 1716: Antonio de Ulloa, spanischer Gelehrter und Admiral
- 1721: Ferdinand von Braunschweig-Wolfenbüttel, preußischer Generalfeldmarschall
- 1722: Nikolaus von Luckner, deutscher General, Marschall von Frankreich
- 1729: Edmund Burke, britischer Staatsphilosoph und Politiker
- 1729: Lazzaro Spallanzani, italienischer Wissenschaftler
- 1736: Pedro Benito Antonio Quevedo y Quintano, spanischer Bischof und Kardinal
- 1740: Samuel Gottfried Geyser, deutscher Pädagoge und evangelischer Theologe
- 1740: Maria Karolina von Österreich, österreichische Prinzessin

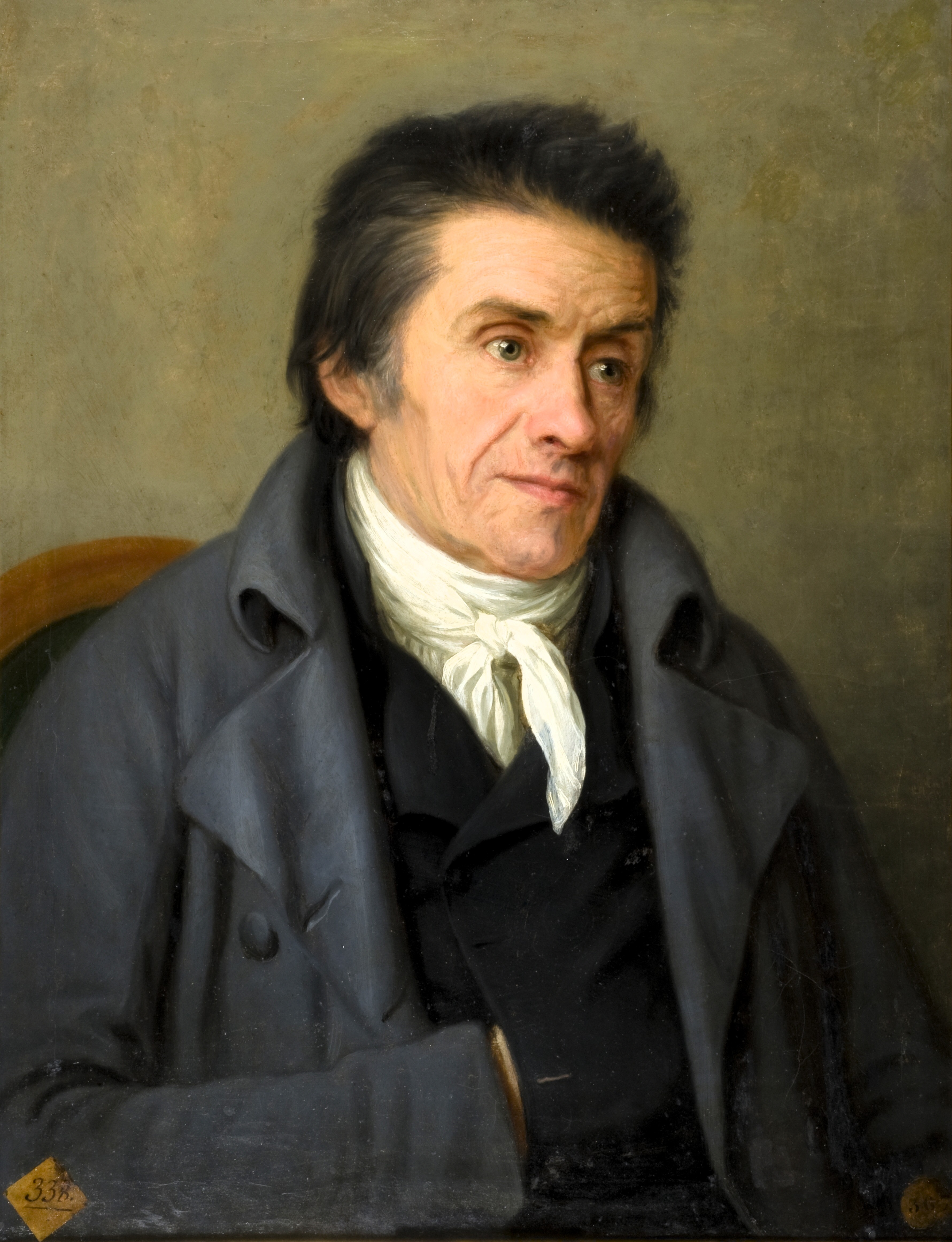
Johann Heinrich Pestalozzi (* 1746)

- 1746: Johann Heinrich Pestalozzi, Schweizer Pädagoge
- 1748: Ludwig Gottfried Madihn, deutscher Hochschullehrer und Universitätsrektor
- 1749: Josef Anton Gerber, Schweizer Politiker
- 1751: Ferdinand I., Infant von Spanien, König von Neapel und König beider Sizilien
- 1757: Bernhard Stöger, deutscher katholischer Theologe, Philosoph und Pädagoge
- 1760: Zofia Potocka, griechische Kurtisane
- 1768: Johann Georg Ludwig Brakebusch, deutscher lutherischer Theologe und Schriftsteller der Aufklärung
- 1769: August Gottlob Eberhard, deutscher Dichter und Schriftsteller
- 1771: Pierre-Louis de Blacas d’Aulps, französischer Staatsmann und Diplomat
- 1771: Paul Ludwig Simon, preußischer Architekt und Naturwissenschaftler
- 1772: Benedikt Werkstätter, österreichischer Maler
- 1772: Michail Michailowitsch Speranski, russischer Staatsmann und liberaler Reformer
- 1775: Joseph Gist, US-amerikanischer Politiker
- 1777: Stepan Iwanowitsch Dawydow, russischer Komponist
- 1778: William Herbert, britischer Botaniker, Dichter, Geistlicher und Abgeordneter
- 1779: Nicolas Clément, französischer Chemiker und Physiker
- 1780: Wilhelm Martin Leberecht de Wette, deutscher Theologe
- 1783: Erik Gustaf Geijer, schwedischer Schriftsteller
- 1788: José da Gama Carneiro e Sousa, portugiesischer Militär und Politiker
- 1792: Johan August Arfwedson, schwedischer Chemiker
- 1795: Johann Wilhelm Zanders, deutscher Unternehmer und Papierfabrikant
- 1797: Annette von Droste-Hülshoff, deutsche Dichterin
- 1798: David-François Munier, Schweizer evangelischer Geistlicher und Hochschullehrer

### 19. Jahrhundert

#### 1801–1850
- 1800: Eugène Louis Lami, französischer Maler
- 1802: Philipp Wilhelm Wernher, hessischer Politiker
- 1802: Christian Gottlieb Friedrich Witte, deutsch-niederländischer Orgelbauer
- 1803: Christian Pløyen, dänischer Jurist und hoher Regierungsbeamter, Gouverneur der Färöer
- 1807: Adelbert von Bornstedt, deutscher Publizist und Revolutionär
- 1808: Jean-Félicité-Théodore Ortolan, französischer Seerechtsexperte
- 1808: Paul Taglioni, italienisch-österreichischer Tänzer und Ballettmeister

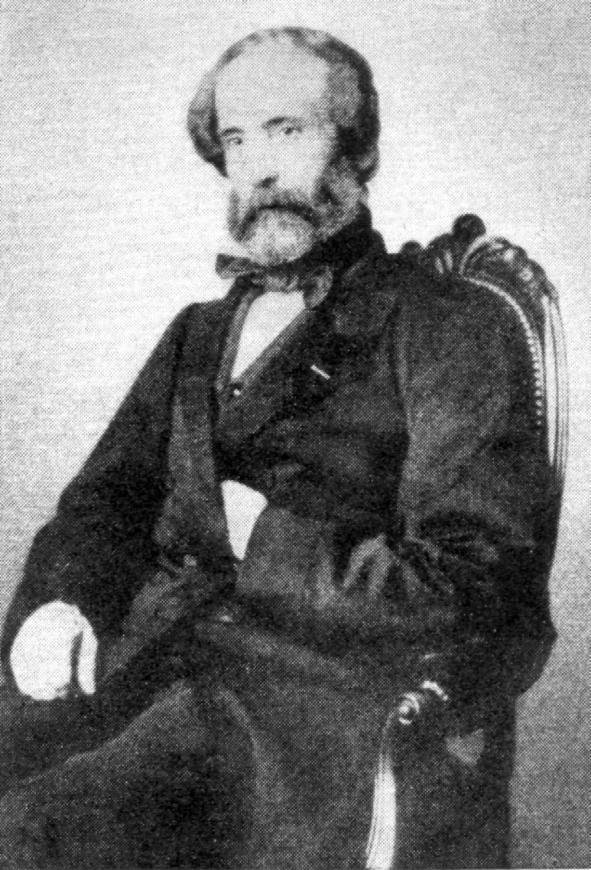
Wilhelm Philipp Schimper (* 1808)

- 1808: Wilhelm Philipp Schimper, elsässischer Botaniker und Paläobotaniker
- 1809: Emanuel von Friedrichsthal, österreichischer Reiseschriftsteller
- 1809: Émile Loubon, französischer Landschaftsmaler
- 1809: Leopoldo O’Donnell, spanischer General und Politiker, Graf von Lucena und Herzog von Tetuan
- 1810: Ferdinand II., König beider Sizilien
- 1817: Karl von Schmidt, deutscher Generalmajor
- 1818: Hermann von Busse, deutscher Jurist und Mitglied des Deutschen Reichstags
- 1818: Ludwig Traube, deutscher Arzt, Internist und Pathophysiologe
- 1819: Joseph Crèvecoeur, französischer Komponist
- 1819: Ernst Anton Zündt, deutscher Schriftsteller
- 1820: Carl Theodor Reiffenstein, deutscher Architektur- und Landschaftsmaler
- 1820: Enrico Cosenz, italienischer General
- 1821: Nikolai Jakowlewitsch Afanassjew, russischer Violinvirtuose und Komponist

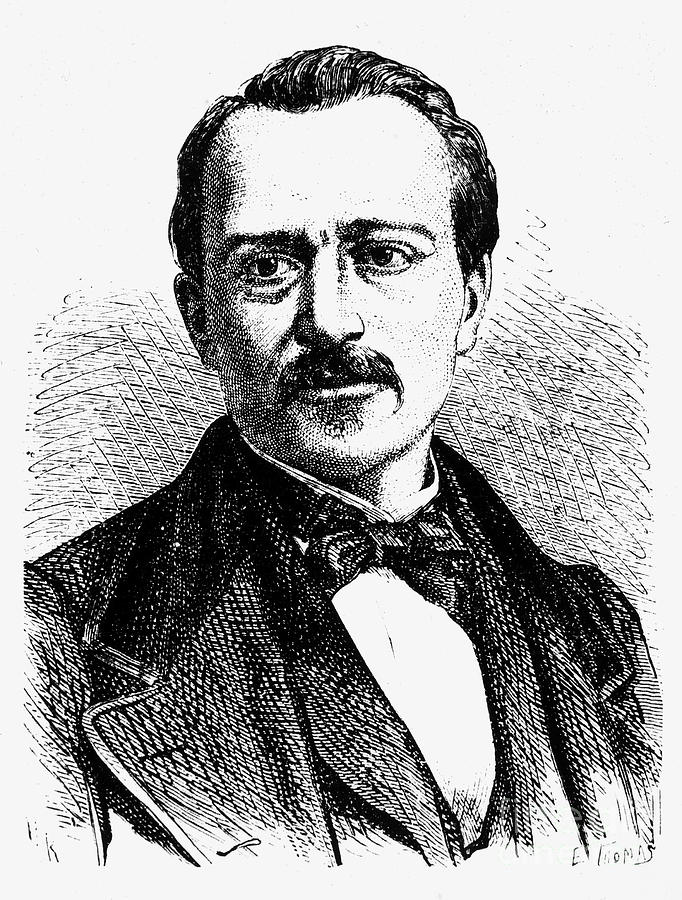
Étienne Lenoir (* 1822)

- 1822: Étienne Lenoir, französischer Erfinder und Geschäftsmann
- 1823: Rose Montmasson, italienische Freiheitskämpferin
- 1825: Joseph Robert Davis, US-amerikanischer General der Konföderierten
- 1826: Alfred Deléhelle, französischer Komponist
- 1826ː Maria Michel, deutsche Schriftstellerin
- 1827: Carl Wilhelm Louis Preuß, deutscher Geistlicher, erster Apostel der allgemeinen christlichen apostolischen Mission
- 1831: Gustav Adolf Pompe, deutscher Theologe und Dichter

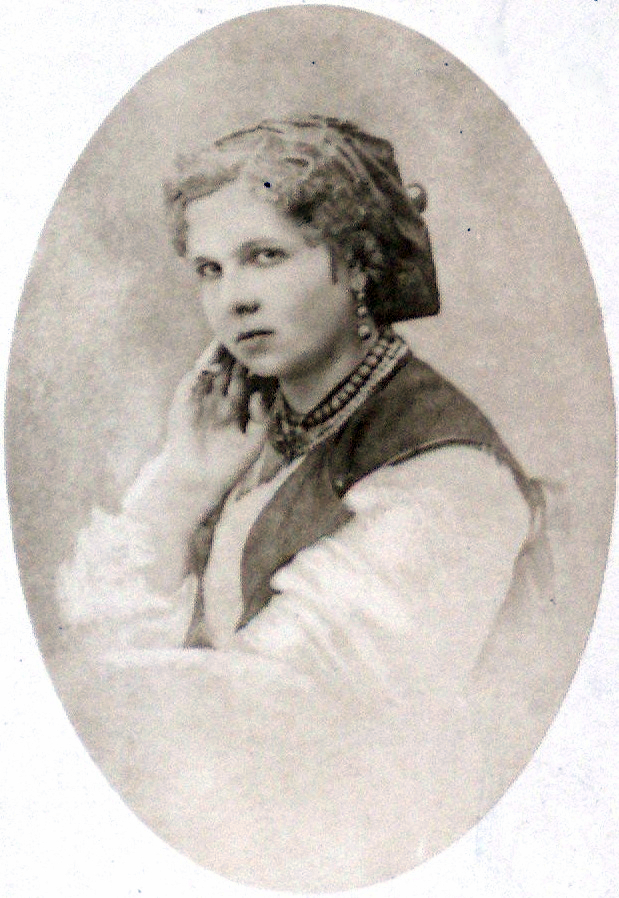
Jelysaweta Myloradowytsch(* 1832)

- 1832: Jelysaweta Myloradowytsch, ukrainische Mäzenin, Aktivistin und Persönlichkeit des öffentlichen Lebens
- 1833: Eugen Dühring, deutscher Philosoph, Nationalökonom und antisemitischer Autor
- 1836: F. Albert Schwartz, deutscher Fotograf
- 1837: Adolf Jensen, deutscher Komponist
- 1837: Fritz Kalle, deutscher Fabrikant und Politiker
- 1842: Teobert Maler, deutscher Fotograf, Entdecker und Erforscher von Maya-Ruinen
- 1846: Hermann Meyer, deutscher Spirituosen-Fabrikant
- 1849: Jean Béraud, französischer Maler und Graphiker
- 1849: Murphy J. Foster, US-amerikanischer Politiker
- 1849: Candelario Obeso, kolumbianischer Schriftsteller
- 1850: Paul Lange, österreichischer Architekt
- 1850: Hans Wolf, deutscher Richter

#### 1851–1900

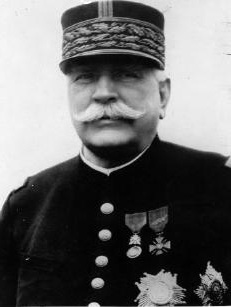
Joseph Joffre (* 1852)

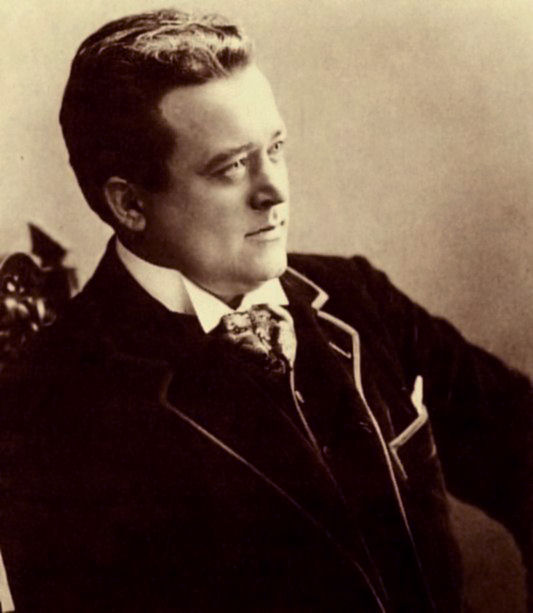
Karel Burian (* 1870)

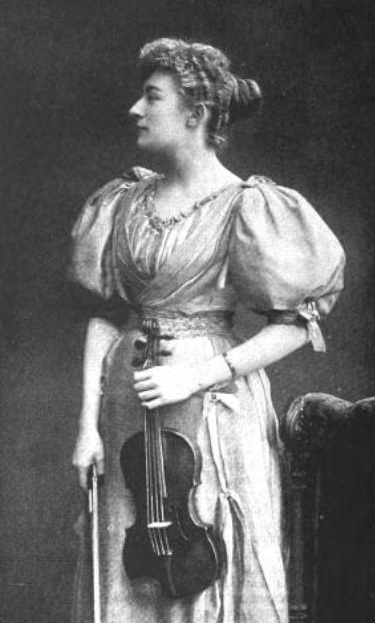
Beatrice Cordelia Langley (* 1872)

Helene Aeckerle (* 1875)

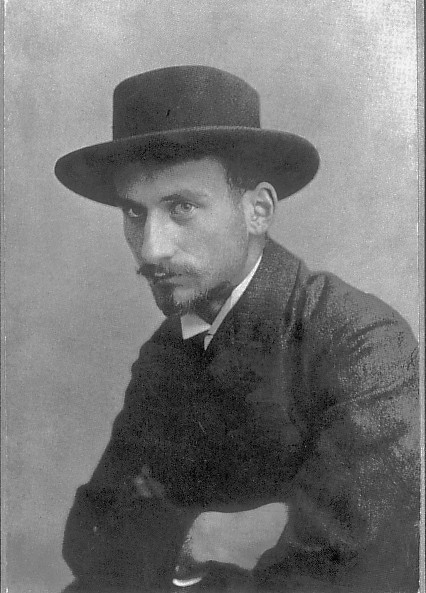
Wilhelm Groß (* 1883)

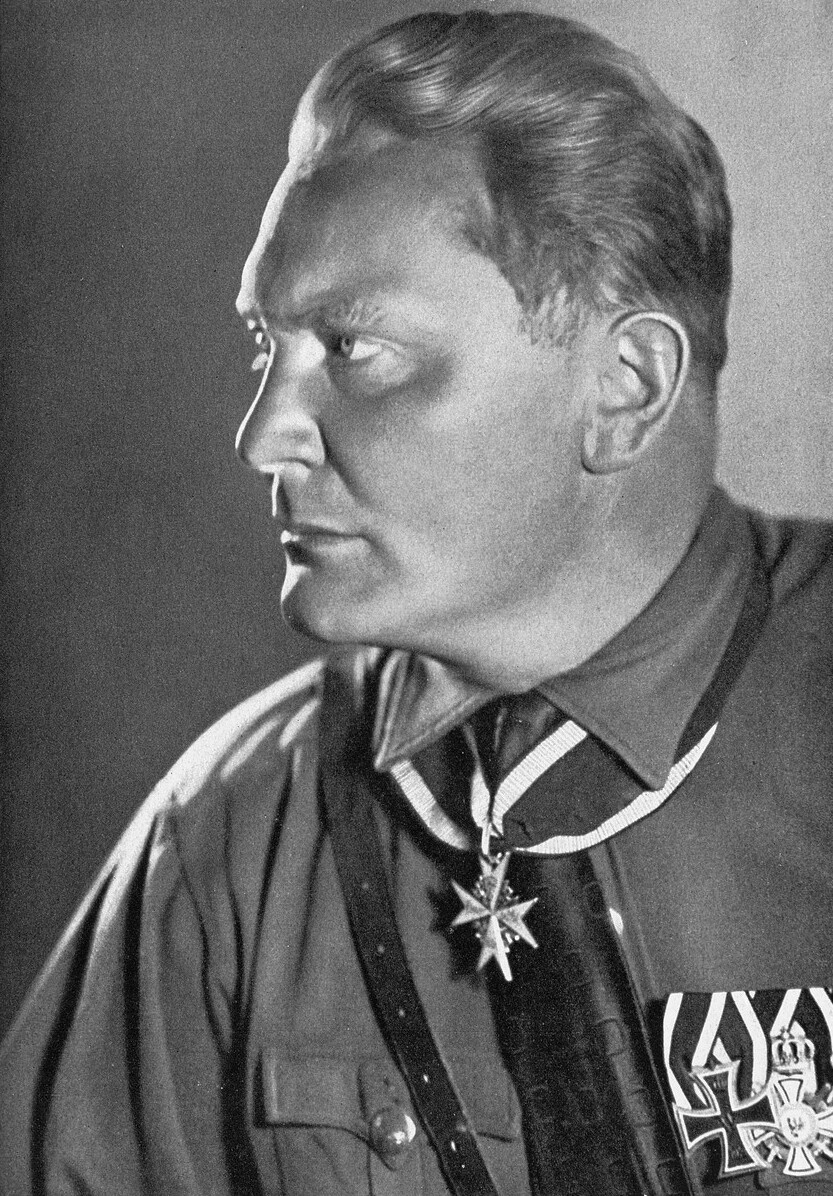
Hermann Göring (* 1893)

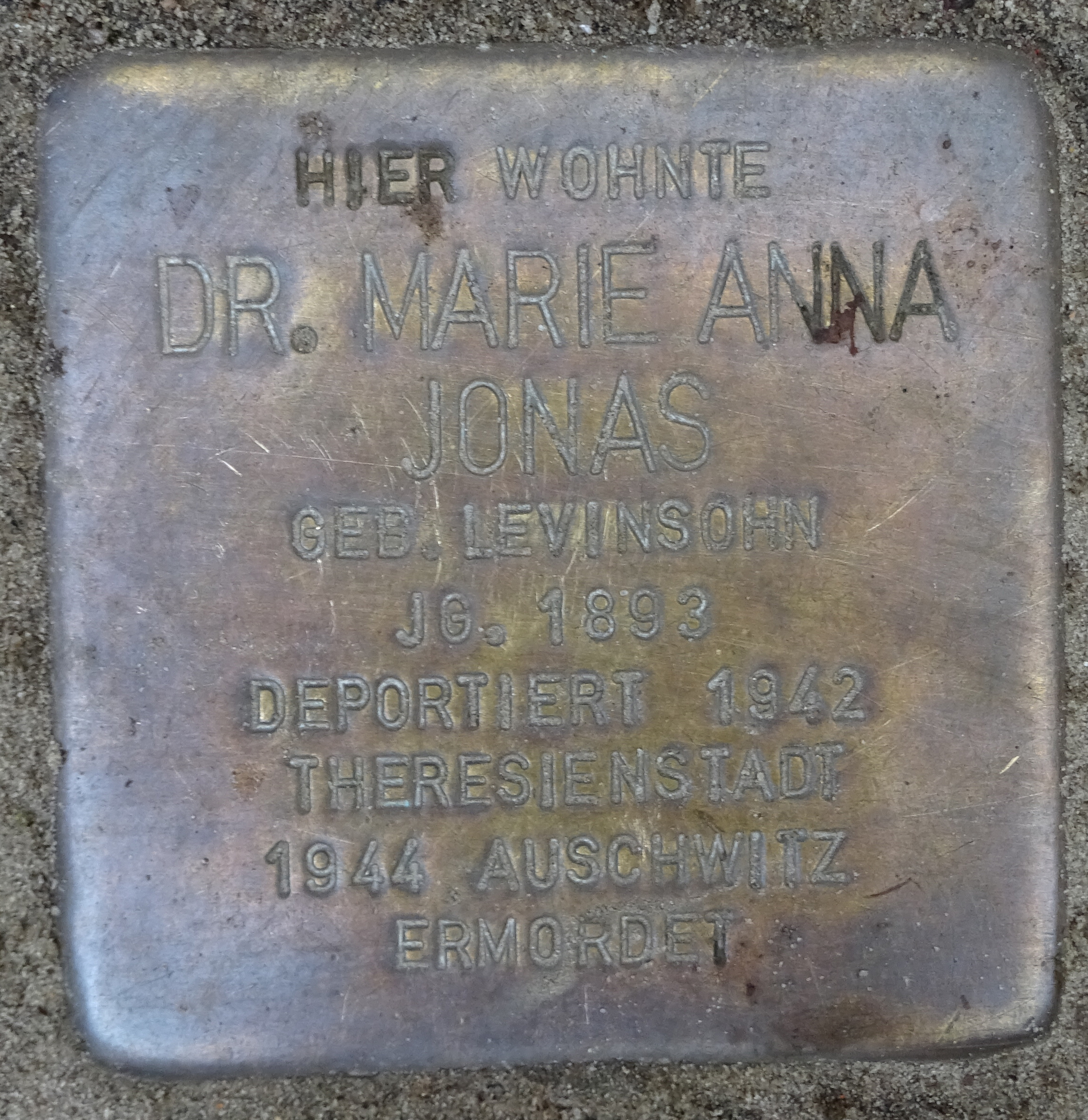
Stolperstein für Marie-Anna Jonas (* 1893)

- 1852: Joseph Joffre, französischer General, Mitglied der Académie française, Marschall von Frankreich
- 1852: Hugo Zöller, deutscher Forschungsreisender und Journalist
- 1853: Gregorio Ricci-Curbastro, italienischer Mathematiker
- 1856: John Singer Sargent, US-amerikanischer Maler
- 1857: Knut Ångström, schwedischer Physiker
- 1857ː Magdalene Madaus, deutsche Heilpraktikerin und Homöopathin
- 1858: Robert Crewe-Milnes, 1. Marquess of Crewe, britischer Staatsmann und Schriftsteller
- 1859: Dietrich Behrens, deutscher Romanist
- 1860: Walter von Saint Paul-Illaire, deutscher Kolonialbeamter
- 1861: James Mark Baldwin, US-amerikanischer Psychologe und Philosoph
- 1862: John George Adami, britisch-kanadischer Pathologe
- 1863: Jean-Baptiste Abel, französischer Politiker
- 1863: Vivekananda, indischer, hinduistischer Mönch und Gelehrter
- 1864: Anna Schoen-René, deutschamerikanische Opernsängerin (Sopran) und Gesangspädagogin
- 1866: Reinhold Burger, deutscher Glastechniker und Erfinder
- 1867: Alfred Forke, deutscher Sinologe
- 1868: Heinrich Triepel, deutscher Jurist, Völker- und Staatsrechtler
- 1869: Bhagavan Das, indischer Politiker, Theosoph und Gelehrter
- 1869: Carl Küchler, deutscher Reiseschriftsteller
- 1870: Karel Burian, tschechischer Opernsänger
- 1872: Beatrice Langley, englische Geigerin
- 1873: Wassyl Krytschewskyj, ukrainischer Kunstwissenschaftler, Maler, Architekt, Grafiker und Bühnenbildner
- 1873: Spyridon Louis, griechischer Leichtathlet
- 1874: Hermann Thiersch, deutscher Archäologe
- 1875: Helene Aeckerle, deutsche Autorin und Übersetzerin
- 1875: Homer Daniel Angell, US-amerikanischer Politiker
- 1875: Fritz Bleichröder, deutscher Arzt
- 1876: Ermanno Wolf-Ferrari, deutsch-italienischer Komponist
- 1876: Jack London, US-amerikanischer Schriftsteller und Journalist
- 1877ː Margarete Winkler, deutsche Malerin
- 1878: Hnat Chotkewytsch, ukrainischer Schriftsteller, Banduraspieler, Komponist und Ethnograph
- 1878: Ferenc Molnár, ungarischer Schriftsteller und Journalist
- 1879: Paul Guthnick, deutscher Astronom
- 1879: Ray Harroun, US-amerikanischer Automobilrennfahrer
- 1880: Menyhért Lengyel, ungarischer Schriftsteller
- 1881: Léon Fabert, französischer Automobilrennfahrer
- 1881: Léon Molon, französischer Automobilrennfahrer und Flugzeugpionier
- 1882: Jakob Jud, Schweizer Romanist
- 1883: Wilhelm Groß, deutscher Künstler und Prediger
- 1883: Gustav Otto, deutscher Flugzeugbauer
- 1884: Heinrich Lübbe, deutscher Maschinenbauingenieur und Erfinder
- 1884: Konrat Ziegler, deutscher Klassischer Philologe
- 1884: Paul Hunder, deutscher Fußballspieler
- 1885: Thomas Ashe, irischer Unabhängigkeitskämpfer
- 1885: Harry Benjamin, US-amerikanischer Psychologe
- 1887: Wolf Trutz, deutscher Film- und Bühnenschauspieler
- 1888: Melanie Adler, österreichische Ärztin, Opfer der Shoa
- 1888: Claude Delvincourt, französischer Komponist
- 1889: Mirza Baschir ud-Din Mahmud Ahmad, Kalif der Ahmadiyya Muslim Jamaat
- 1889: Otto Walter, Schweizer Verleger, Redakteur, Schriftsteller und Politiker
- 1890: Arthur Graefe, deutscher Kulturpolitiker im Freistaat Sachsen
- 1890: Otto Groß, deutscher Schwimmer
- 1890: Johannes Vares, estnischer Schriftsteller und Kommunist
- 1891: Heinrich Dinkelbach, deutscher Ökonom und Industriemanager
- 1893: Hermann Göring, deutscher Politiker und Oberbefehlshaber der Luftwaffe, Kriegsverbrecher
- 1893: Michail Iossifowitsch Gurewitsch, sowjetischer Flugzeugkonstrukteur
- 1893: Marie-Anna Jonas, deutsche Ärztin, Opfe der Shoa
- 1893: Alfred Rosenberg, deutscher Politiker und Kriegsverbrecher
- 1893: Ursula Vehrigs, deutsche Malerin
- 1894: Georges Carpentier, französischer Boxer
- 1895: Walther Brouwer, deutscher Pflanzenbauwissenschaftler
- 1896: David Wechsler, US-amerikanischer Psychologe
- 1897: Arthur Ripley, US-amerikanischer Drehbuchautor, Filmregisseur und -produzent
- 1898: Julien Hasley, französischer Automobilrennfahrer
- 1899: Pierre Bernac, französischer Sänger und Gesangslehrer
- 1899: Piero Meriggi, italienischer Klassischer Philologe, Linguist und Indogermanist
- 1899: Paul Hermann Müller, Schweizer Chemiker, Nobelpreisträger
- 1899: Josef Wagner, deutscher Gauleiter von Westfalen-Süd und Schlesien
- 1900: Fuller Albright, US-amerikanischer Endokrinologe
- 1900: Herbert Albrecht, deutscher NSDAP-Funktionär und Politiker
- 1900: Väinö Hannikainen, finnischer Komponist

### 20. Jahrhundert

#### 1901–1925

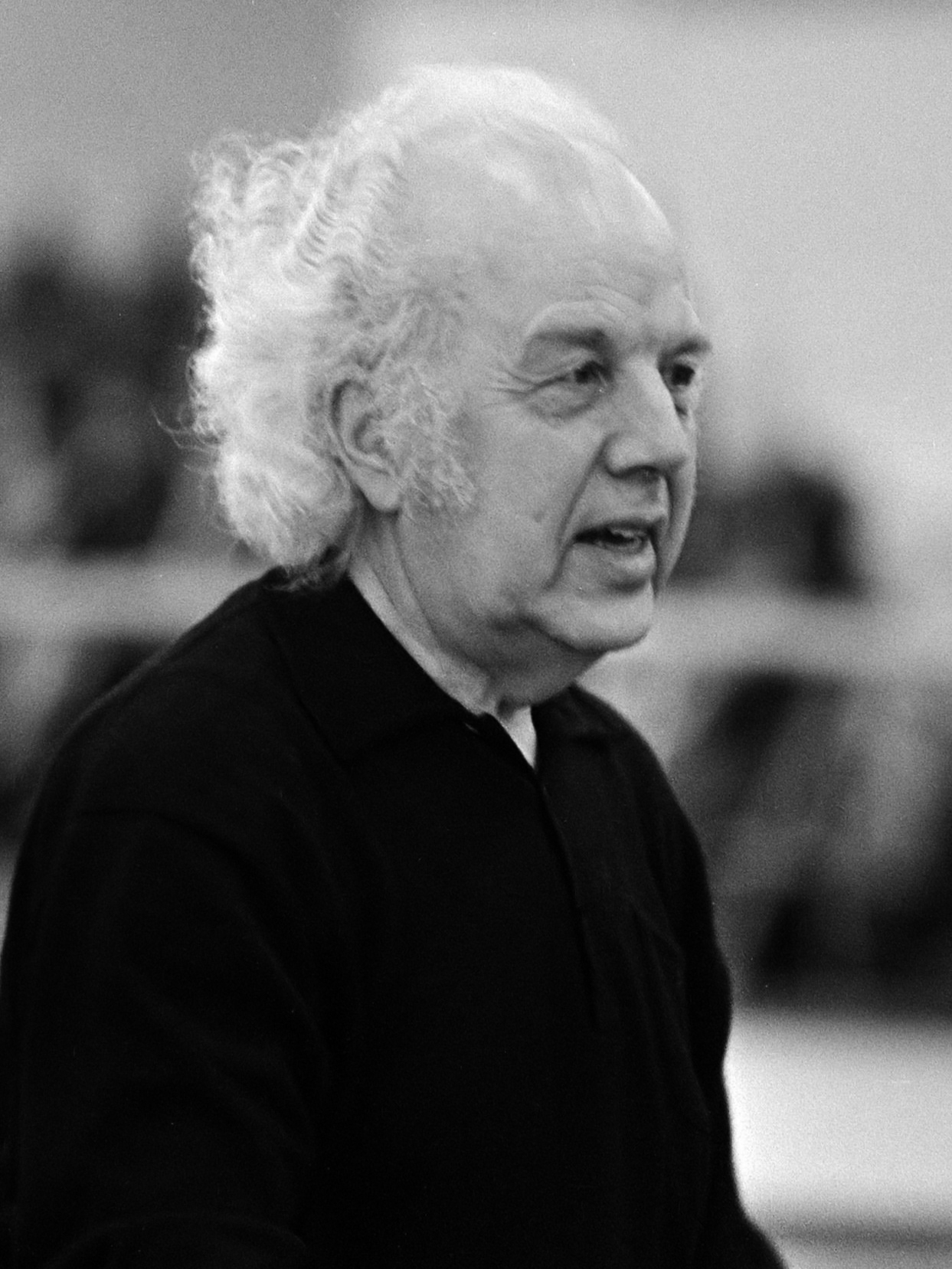
Kurt Jooss (* 1901)

- 1901: Kurt Jooss, deutscher Tänzer, Choreograf und Tanzpädagoge
- 1902: Georges Delaroche, französischer Automobilrennfahrer
- 1902: Bernhard Panzram, deutscher Priester und Rektor der Universität Freiburg
- 1903: Jürgen von Alten, deutscher Schauspieler, Drehbuchautor und Filmregisseur
- 1903: Igor Wassiljewitsch Kurtschatow, sowjetischer Physiker
- 1904: Bernhard Fischer-Schweder, deutscher SS-Offizier, Polizeichef und Massenmörder
- 1904: Fred McDowell, US-amerikanischer Blues-Musiker
- 1904ː Elisabeth Rögner-Seeck, deutsche Malerin, Kinderbuchautorin und Kunsterzieherin
- 1904: Horst Teichmann, deutscher Physiker und Hochschullehrer
- 1905: Nihal Atsız, türkischer Autor, Historiker und Dichter
- 1905: Tex Ritter, US-amerikanischer Countrymusiker und Schauspieler
- 1905: Gaston Serraud, französischer Autorennfahrer
- 1906: Emmanuel Levinas, französischer Philosoph
- 1906: Heinrich Friedrich Siedentopf, deutscher Astronom
- 1907: Sergei Pawlowitsch Koroljow, sowjetischer Raketenkonstrukteur
- 1908: Gert Adriani, deutscher Kunsthistoriker
- 1908: Jean Delannoy, französischer Filmregisseur
- 1908: Friedrich Kaufhold, Leiter der Berliner Feuerwehr
- 1908: Alfredo Zalce, mexikanischer Künstler
- 1909: Archie Cochrane, britischer Epidemiologe
- 1910: José Salazar López, mexikanischer Erzbischof
- 1910: Pio Ortelli, Schweizer Pädagoge und Schriftsteller

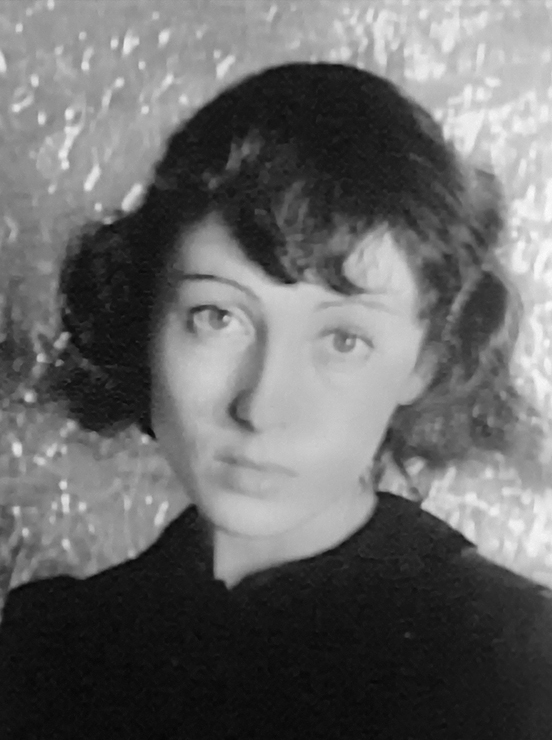
Luise Rainer (* 1910)

- 1910: Luise Rainer, deutsch-britische Schauspielerin
- 1911: Robert Abshagen, deutscher Kommunist, Widerstandskämpfer, KZ-Häftling und NS-Opfer
- 1911: Gabriel Almond, US-amerikanischer Politologe
- 1911: Paul Matthies, deutscher Fußballspieler
- 1912: Pipí Franco, dominikanischer Sänger und Komponist
- 1912: Dinmuchamed Kunajew, sowjetischer Politiker
- 1913: Willi Birkelbach, deutscher Politiker, MdB
- 1914: Albrecht Graf von Goertz, deutscher Designer
- 1914: Orlando Villas Bôas, brasilianischer Anthropologe und Sertanista
- 1915: Frank Annunzio, US-amerikanischer Politiker
- 1916: Pieter Willem Botha, südafrikanischer Staatspräsident
- 1916: Jay McShann, US-amerikanischer Blues- und Swing-Pianist, Bandleader und Sänger
- 1917: Siegfried Brehmer, deutscher Schachkomponist

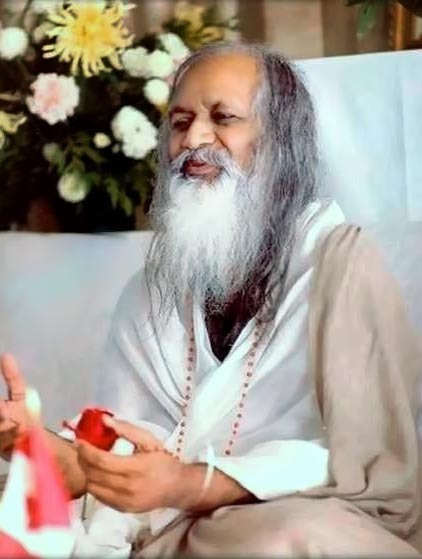
Maharishi Mahesh Yogi (* 1918)

- 1918: Maharishi Mahesh Yogi, indischer Autor und Guru, Begründer der Transzendentalen Meditation
- 1918: Julio Gutiérrez, kubanischer Komponist, Dirigent und Pianist
- 1919: Hans Richter, deutscher Schauspieler
- 1920: Mac Speedie, US-amerikanischer American-Football-Spieler und -Trainer
- 1921: John Davis, US-amerikanischer Gewichtheber
- 1921: Hanno Günther, deutscher Widerstandskämpfer
- 1921: Fride Larsson, schwedischer Militärpatrouillenläufer
- 1921: Wolfgang Weischet, deutscher Meteorologe, Geograph und Klimatologe
- 1921: Harald Wust, deutscher Generalinspekteur der Bundeswehr
- 1923: Sune Wehlin, schwedischer Moderner Fünfkämpfer
- 1924: Friedrich Wilhelm Ahnefeld, deutscher Anaesthesiologe und Hochschullehrer
- 1924: Olivier Gendebien, belgischer Automobilrennfahrer
- 1924: Irene Kane, US-amerikanische Schauspielerin, Autorin und Fernsehmoderatorin
- 1924: Nevit Kodallı, türkischer Komponist
- 1925: María Guggiari Echeverría, Ordensschwester der Karmeliten, Selige
- 1925: Hans Gierster, deutscher Dirigent
- 1925: Katherine MacGregor, US-amerikanische Schauspielerin
- 1925: Jutta Pallos-Schönauer, rumänisch-deutsche Malerin und Graphikerin
- 1925: Bodil Udsen, dänische Schauspielerin

#### 1926–1950
- 1926: Morton Feldman, US-amerikanischer Komponist
- 1926: Andrew Laszlo, US-amerikanischer Kameramann
- 1926: Ray Price, US-amerikanischer Country-Sänger
- 1927: Leopold Ahlsen, deutscher Schriftsteller
- 1927: Herbert Aulich, deutscher Maler, Grafiker und Objektkünstler

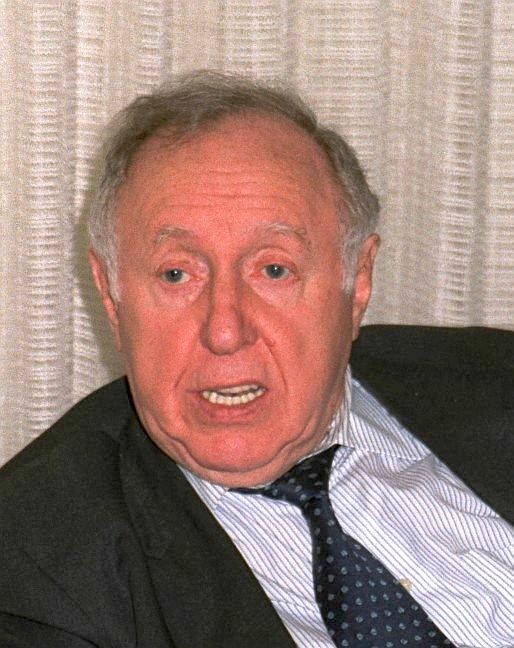
Ignatz Bubis (* 1927)

- 1927: Ignatz Bubis, deutscher Kaufmann und Politiker, Vorsitzender des Zentralrats der Juden in Deutschland
- 1927: Leopoldo Federico, argentinischer Bandoneonist und Tangokomponist
- 1927: Salvatore Martirano, US-amerikanischer Komponist
- 1927: Leslie Orgel, britischer Chemiker
- 1928: Yasuko Harada, japanische Schriftstellerin
- 1928: Bill Lange, US-amerikanischer American-Football-Spieler
- 1928: Peter Lerche, deutscher Rechtswissenschaftler
- 1928: Lloyd Ruby, US-amerikanischer Automobilrennfahrer
- 1928: Tommy Spurlin, US-amerikanischer Rockabilly-Musiker
- 1929: Jaakko Hintikka, finnischer Philosoph
- 1929: Alasdair MacIntyre, britisch-US-amerikanischer Philosoph
- 1929: György Tumpek, ungarischer Schwimmer
- 1930: Mikio Andō, japanischer Kinderbuchautor, Literaturkritiker und Hochschullehrer
- 1930ː Jennifer Johnston, irische Schriftstellerin
- 1930: Tim Horton, kanadischer Eishockeyspieler und Unternehmer
- 1930: Luitgard Im, deutsche Theater- und Filmschauspielerin
- 1930: Glenn Yarbrough, US-amerikanischer Sänger (Limeliters)
- 1931: Roland Alphonso, jamaikanischer Tenorsaxofonist
- 1931: Angela Brunner, deutsche Schauspielerin
- 1931: Yolande Dulude, kanadische Sängerin
- 1931: Pierre Monneret, französischer Motorradrennfahrer
- 1932: Hrvoje Kačić, jugoslawischer Wasserballspieler, Rechtswissenschaftler und Politiker

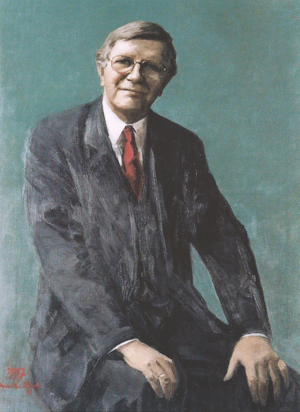
Lammert Leertouwer (* 1932)

- 1932: Lammert Leertouwer, niederländischer Kirchenhistoriker und reformierter Theologe
- 1932: Des O’Connor, britischer Entertainer und Sänger
- 1932: Malcolm Peyton, US-amerikanischer Komponist und Hochschullehrer
- 1933: Johanna Anderka, deutsche Schriftstellerin und Lyrikerin
- 1933: Liliana Cavani, italienische Filmregisseurin
- 1933: Kamal al-Ganzuri, ägyptischer Premierminister
- 1934: Hans Hüneke, deutscher Leichtathlet
- 1934: Jannpeter Zopfs, deutscher Richter am Bundesgerichtshof
- 1935: Horst Luthin, deutscher Jurist, Autor und Herausgeber
- 1936: Egon Kapellari, österreichischer Bischof
- 1936: Émile Lahoud, libanesischer Staatspräsident
- 1936: Raimonds Pauls, lettischer Komponist
- 1937: Marie Dubois, französische Schauspielerin
- 1937: Shirley Eaton, britische Schauspielerin
- 1938: Qazi Hussain Ahmad, pakistanischer Theologe und Politiker
- 1938: Heinz Braun, deutscher Maler und Schauspieler
- 1938: Luis Omedes Calonja, spanischer Ruderer und Rennrodler
- 1938: Alan Rees, britischer Automobilrennfahrer und Teammanager
- 1938: Monika Schindler, deutsche Filmeditorin
- 1938: Devendra Singh, US-amerikanischer Psychologe
- 1938: Gildo Siorpaes, italienischer Bobfahrer und Skirennläufer

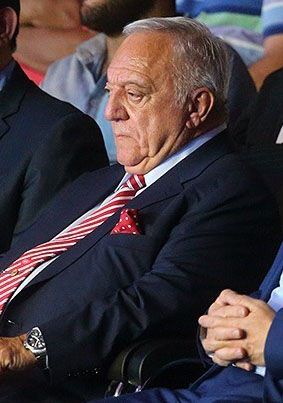
Tamás Aján (* 1939)

- 1939: Tamás Aján, ungarischer Sportfunktionär
- 1939: Helmut Eisendle, österreichischer Psychologe und Schriftsteller
- 1939: Thomas Müller, deutscher Komponist und Pianist
- 1939: Joachim Yhombi-Opango, kongolesischer Politiker
- 1940: Matthias Habich, deutscher Schauspieler
- 1940: Ronald Shannon Jackson, US-amerikanischer Jazzschlagzeuger
- 1940: Serge Latouche, französischer Ökonom und Philosoph
- 1940: Rolf W. Saalfrank, deutscher Chemiker
- 1941: Long John Baldry, britischer Sänger
- 1941: Hans Georg Koch, deutscher Komponist
- 1942: Roland Amstutz, Schweizer Schauspieler
- 1942: Horst Bieber, deutscher Autor
- 1942: Axel Gehrke, deutscher Arzt und Politiker
- 1942: Ramiro de León Carpio, guatemaltekischer Jurist und Politiker
- 1942: Michel Mayor, Schweizer Professor für Astronomie
- 1943: Brun-Otto Bryde, deutscher Richter des Bundesverfassungsgerichts
- 1943: Hans-Georg Gerling, deutscher Politiker
- 1943: Dirk Thiele, deutscher Journalist und Sportreporter
- 1944: Dieter Anders, deutscher Jurist
- 1944: Hans Henning Atrott, deutscher Politologe
- 1944: Joe Frazier, US-amerikanischer Boxer
- 1944: Jim Gray, amerikanischer Informatiker

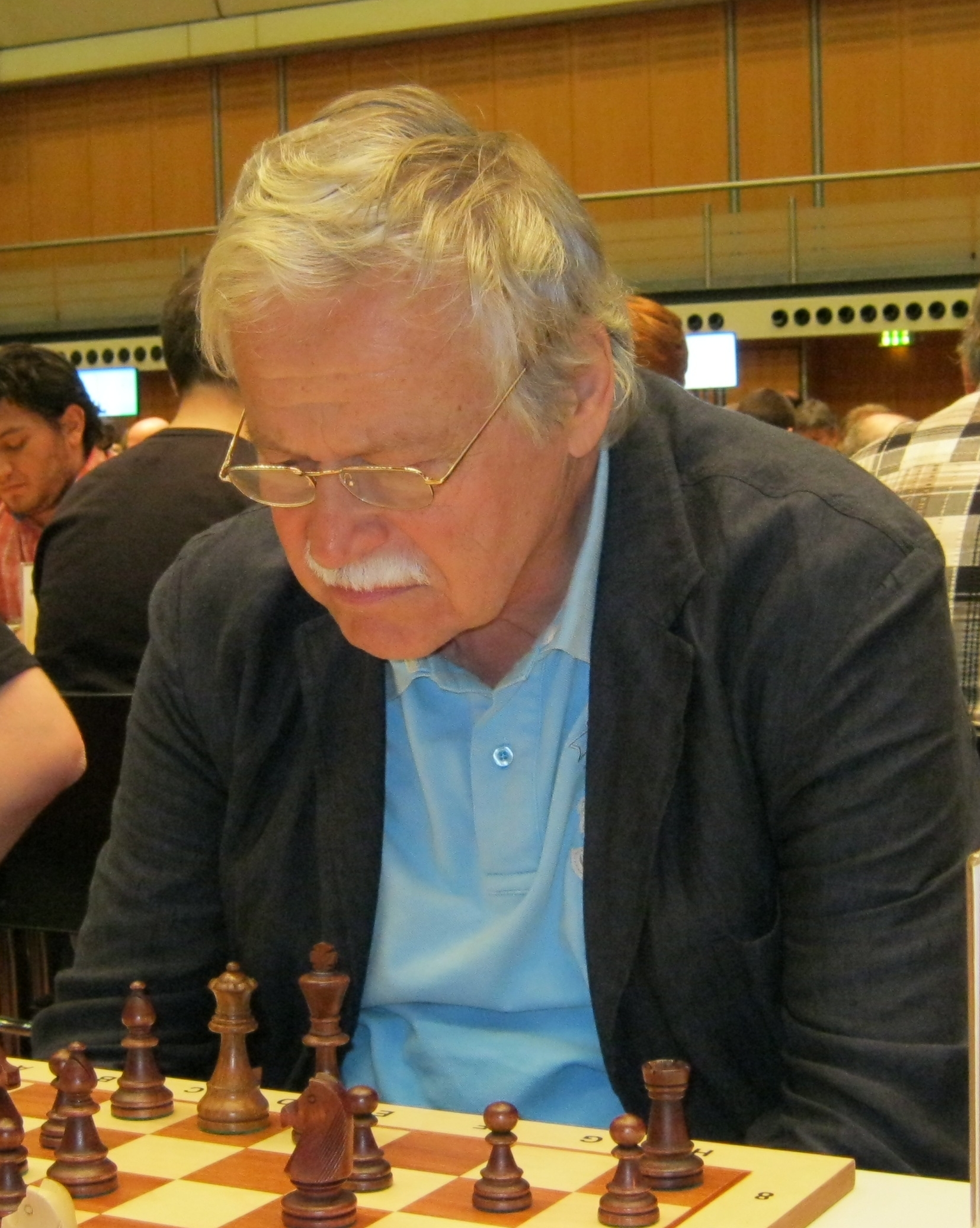
Vlastimil Hort (* 1944)

- 1944: Vlastimil Hort, tschechisch-deutscher Schachgroßmeister
- 1944: Fatos Kongoli, albanischer Schriftsteller
- 1944: Wiktorija Walentinowna Postnikowa, russische Pianistin
- 1944: Michael Raith, Schweizer Politiker, Historiker, Theologe und Autor
- 1944: Inge Viett, deutsche Terroristin der RAF
- 1944: Klaus Wedemeier, deutscher Kommunalpolitiker, Bürgermeister von Bremen
- 1945: Maggie Bell, britische Sängerin
- 1946: George Duke, US-amerikanischer Pianist, Arrangeur und Produzent
- 1946: Ryszard Szurkowski, polnischer Straßenradrennfahrer und -trainer
- 1947: Gustl Angstmann, deutscher Schriftsteller
- 1947: Peter Hofmann, deutscher Chemiker
- 1947: Matt Molloy, irischer Flötenspieler
- 1947: Winfried Neuhäuser, deutscher Fußballspieler

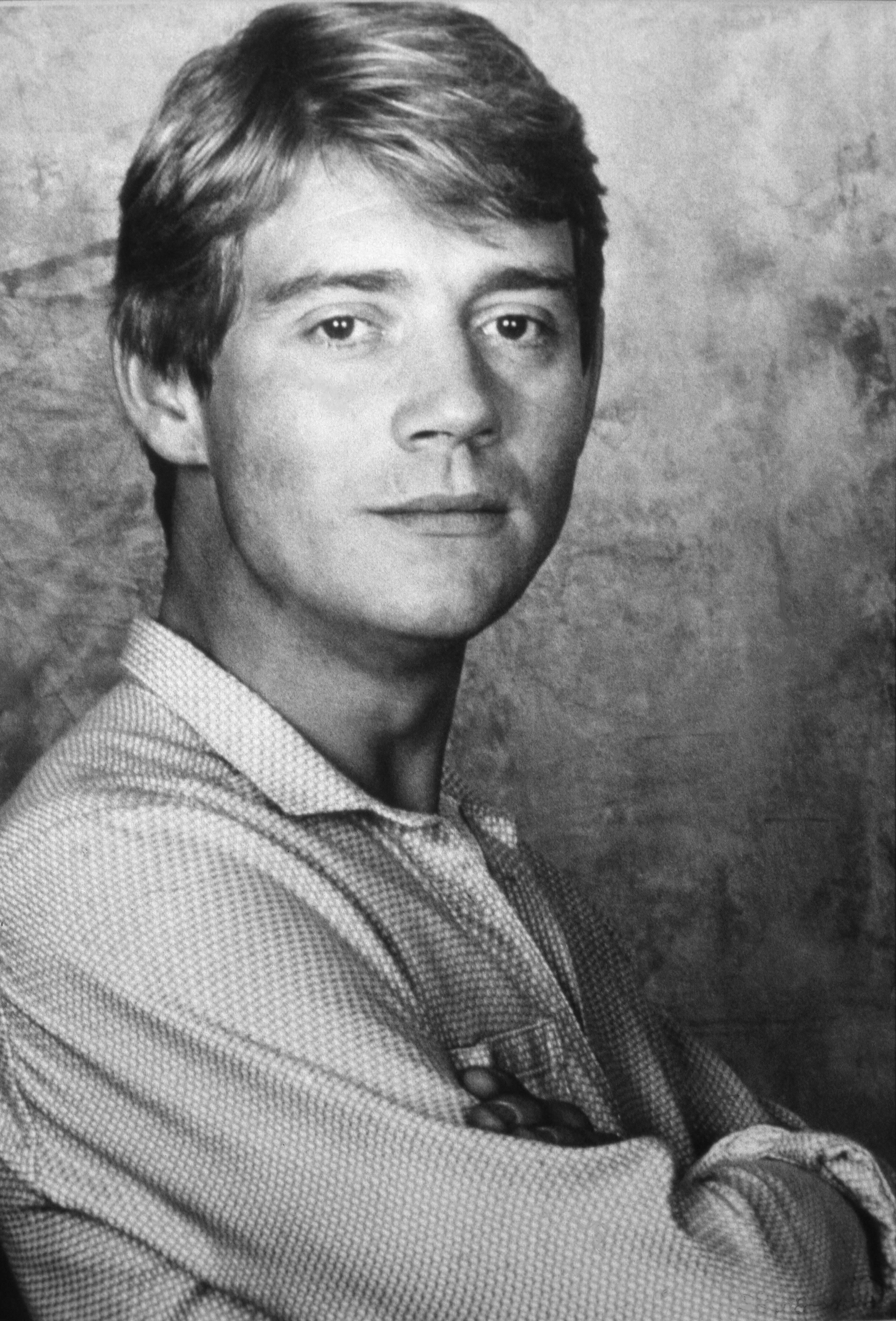
Anthony Andrews (* 1948)

- 1948: Anthony Andrews, britischer Schauspieler und Filmproduzent
- 1948: Gordon Campbell, kanadischer Politiker
- 1948: William Nicholson, britischer Schriftsteller, Drehbuchautor und Regisseur
- 1949: Paul Barresi, US-amerikanischer Schauspieler und Regisseur
- 1949: Ottmar Hitzfeld, deutscher Fußballspieler und -trainer
- 1949: Haruki Murakami, japanischer Autor
- 1949: Michael W. Vannier, US-amerikanischer Arzt und Radiologe
- 1949: Wayne Wang, US-amerikanischer Regisseur
- 1950: Sinaida Stepanowna Amossowa, sowjetisch-russische Ski-Langläuferin
- 1950ː Sheila Jackson Lee, US-amerikanische Politikerin
- 1950: Hermann Köhler, deutscher Leichtathlet
- 1950: Murray Salem, US-amerikanischer Schauspieler und Drehbuchautor

#### 1951–1975
- 1951: Kirstie Alley, US-amerikanische Schauspielerin
- 1951: Ernst Bier, deutscher Jazz-Schlagzeuger
- 1951: Rush Limbaugh, US-amerikanischer Radiomoderator
- 1951: Drew Pearson, US-amerikanischer American-Football-Spieler
- 1952: Cliff Bentz, US-amerikanischer Politiker
- 1952: Florian Havemann, deutscher Schriftsteller, Maler und Komponist
- 1952: John Walker, neuseeländischer Leichtathlet

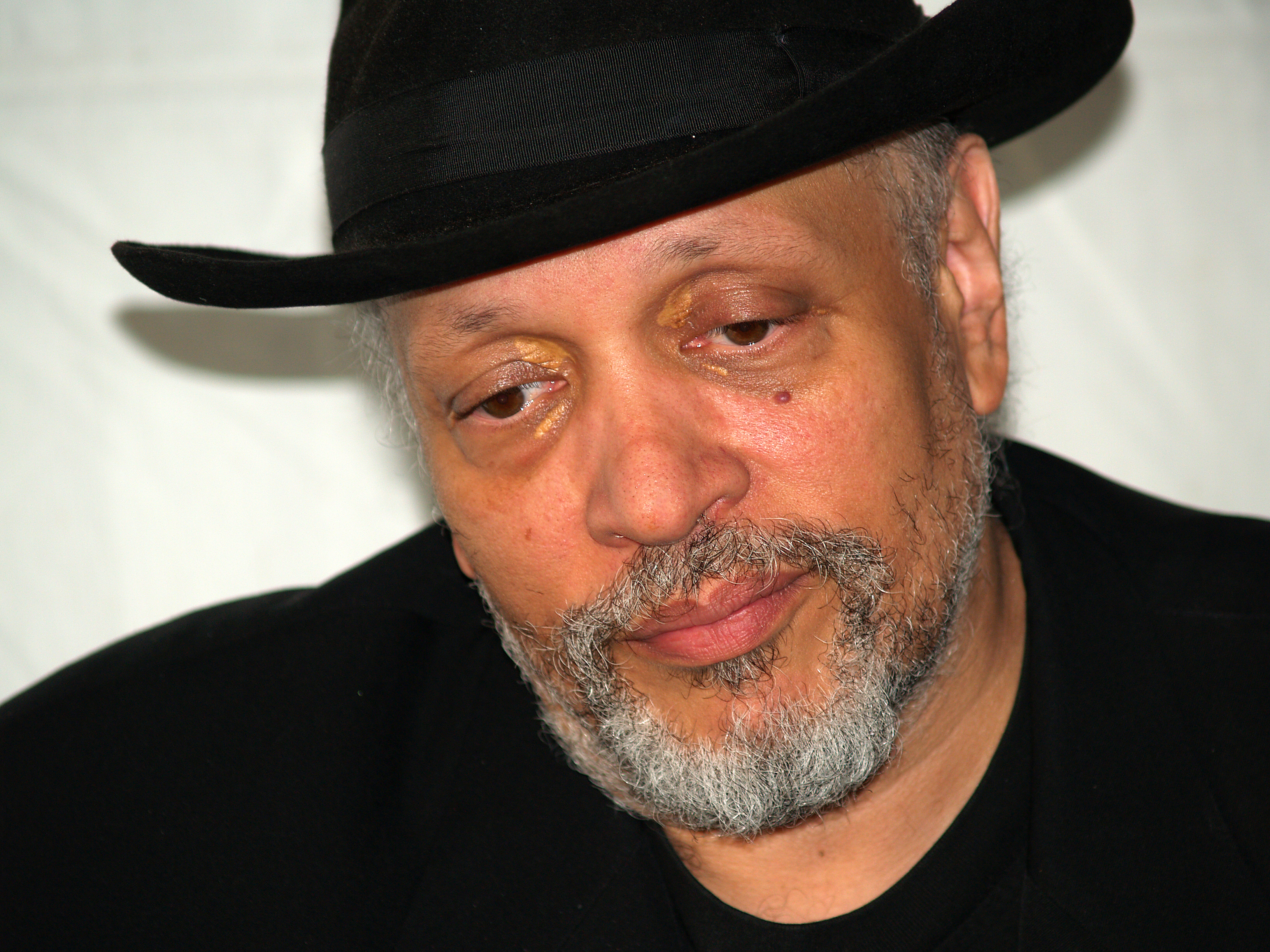
Walter Mosley (* 1952)

- 1952: Walter Mosley, US-amerikanischer Krimi-Schriftsteller
- 1952: Ricky Van Shelton, US-amerikanischer Country-Musiker
- 1953: Friedrich Ostendorff, deutscher Politiker und MdB
- 1954: Andreas Franz, deutscher Schriftsteller
- 1954: Johannes Gerlach, deutscher Strahlenphysiker und Politiker
- 1954: Tom Löwenthal, niederländischer Komponist und Dirigent
- 1954: Mojo Mendiola, Germanist, Afro-Amerikanist, Musik-Journalist und Impresario
- 1954: Felipe Rose, US-amerikanischer Sänger und Tänzer
- 1954: Howard Stern, US-amerikanischer Radio-Moderator
- 1954: Klaus-Peter Wolf, deutscher Schriftsteller und Drehbuchautor
- 1955: Hans-Joachim Hartnick, deutscher Radsportler und -trainer
- 1955: Rockne S. O’Bannon, US-amerikanischer Filmregisseur und Filmproduzent
- 1956: Marie Colvin, US-amerikanische Journalistin
- 1956: Marco Cortesi, Schweizer Polizeibeamter

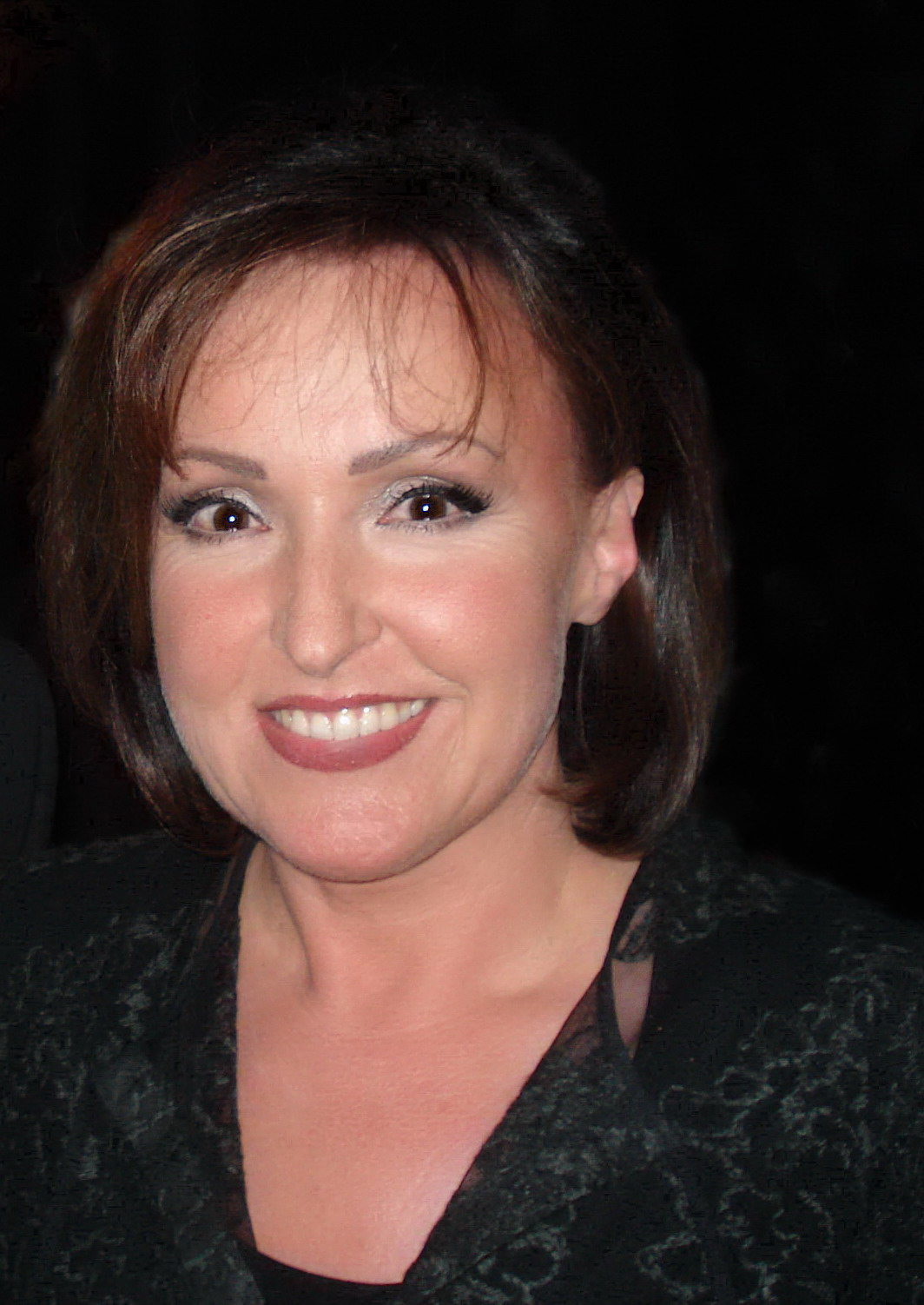
Ute Freudenberg (* 1956)

- 1956: Ute Freudenberg, deutsche Schlagersängerin
- 1956: Nikolai Iwanowitsch Noskow, russischer Rocksänger,
- 1957: Anna Fotyga, polnische Politikerin, Außenministerin
- 1957: John Lasseter, US-amerikanischer Trickfilm-Regisseur
- 1957: António Vitorino, portugiesischer Politiker, EU-Kommissar
- 1957: Audronė Žigaitytė-Nekrošienė, litauische Komponistin, Musikpädagogin, -kritikerin und -journalistin
- 1958: Christiane Amanpour, britisch-iranische Journalistin
- 1958: Andreas H. Apelt, deutscher Publizist und Autor
- 1958: Matthias Döschner, deutscher Fußballspieler
- 1958: Volker Schnurrbusch, deutscher Politiker
- 1958: Hannes Weninger, österreichischer Fußballspieler, -trainer und Sportmanager
- 1959: Blixa Bargeld, deutscher Musiker, Komponist, Autor und Schauspieler
- 1959: Per Gessle, schwedischer Musiker (Roxette)
- 1959: Ralf Moeller, deutscher Bodybuilder und Schauspieler
- 1959: Weranika Tscharkassawa, belarussische Journalistin
- 1960: Oliver Platt, kanadischer Schauspieler
- 1960: Dominique Wilkins, US-amerikanischer Basketballprofi
- 1961: Andrea Carnevale, italienischer Fußballspieler
- 1961: Stefano Ceccaroni, schweizerisch-italienischer Fußballtrainer
- 1962: Uwe Adamczyk, deutscher Politiker
- 1962: Radek Drulák, tschechischer Fußballspieler
- 1962: Emanuele Pirro, italienischer Automobilrennfahrer
- 1962: Gunde Svan, schwedischer Skilangläufer
- 1963: Peter Androsch, österreichischer Musiker und Komponist
- 1963: Guy Chambers, britischer Musiker und Musikproduzent
- 1963: François Girard, kanadischer Regisseur und Drehbuchautor
- 1964: Laura Arraya, peruanische Tennisspielerin
- 1964: Jeff Bezos, US-amerikanischer Gründer und Präsident des Unternehmens Amazon
- 1964: Karen Krauß, deutsche Juristin und Richterin am Bundessozialgericht in Kassel
- 1964: Kevin Russell, deutsch-britischer Sänger (Böhse Onkelz)
- 1965: Jutta Arztmann, österreichische Politikerin
- 1965: Maybrit Illner, deutsche Fernsehmoderatorin
- 1965: Marina Kiehl, deutsche Skirennläuferin

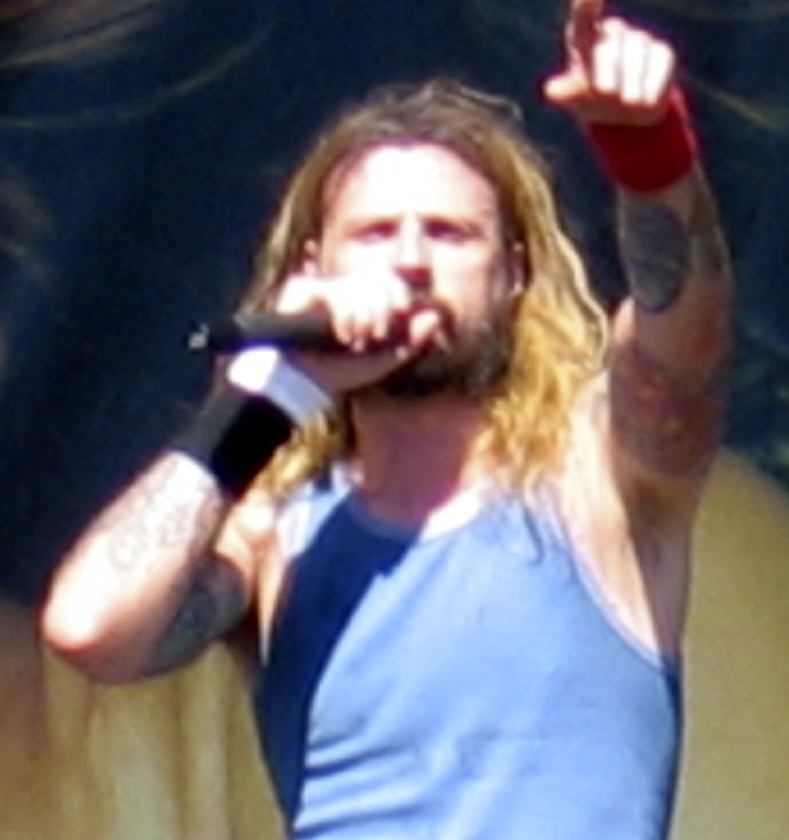
Rob Zombie (* 1965)

- 1965: Rob Zombie, US-amerikanischer Sänger
- 1966: Ingrid Jensen, kanadische Jazztrompeterin
- 1966: Olivier Martinez, französischer Filmschauspieler
- 1966: Craig Parry, australischer Profigolfer
- 1967: Tōru Fujisawa, japanischer Manga-Zeichner
- 1967: Takehiko Inoue, japanischer Mangaka
- 1967: Meho Kodro, bosnisch-herzegowinischer Fußballspieler
- 1967: Michael Theurer, deutscher Politiker, MdL
- 1968: Laura Mañá, spanische Schauspielerin, Regisseurin und Drehbuchautorin
- 1968: Rachael Harris, US-amerikanische Schauspielerin und Komikerin
- 1968: Heather Mills, britisches Model
- 1969: Dickson Dee, chinesischer Klangkünstler, DJ, Turntablist, Komponist, Musikproduzent und -veranstalter
- 1969: Eduardo Hurtado, ecuadorianischer Fußballspieler
- 1969: Sławomir Majak, polnischer Fußballspieler
- 1969: Robert Prosinečki, kroatischer Fußballspieler
- 1969: Holger Zastrow, deutscher Politiker, MdL

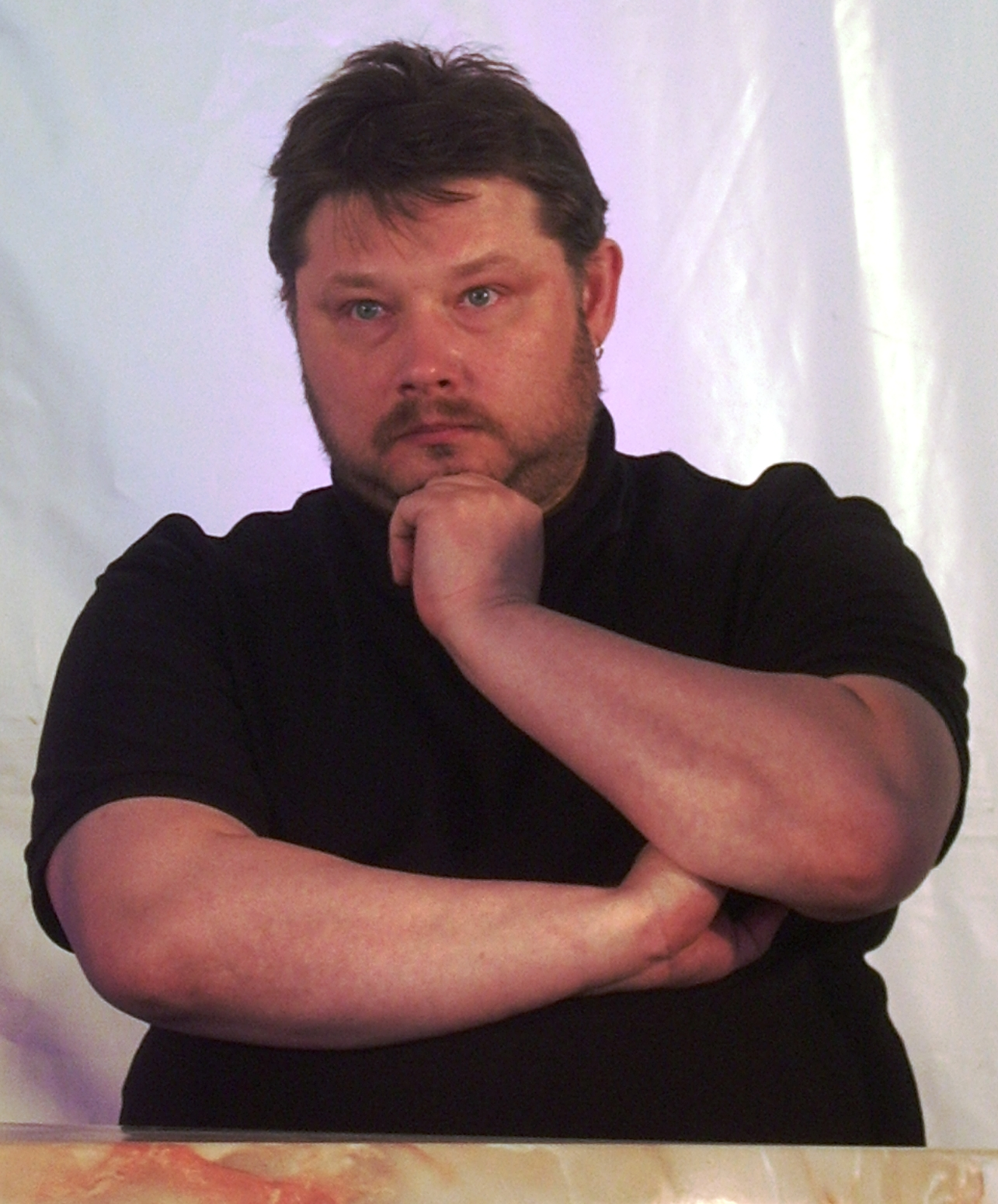
Indrek Hargla (* 1970)

- 1970: Indrek Hargla, estnischer Schriftsteller
- 1970: Janina Kugel, deutsche Managerin
- 1970: Raekwon, US-amerikanischer Rap-Musiker
- 1970: Zack de la Rocha, US-amerikanischer Sänger
- 1971: Shane Dronett, US-amerikanischer American-Football-Spieler
- 1971: Alexander Kunze, deutscher Fußballspieler
- 1971: Barbara Laugwitz, deutsche Verlegerin
- 1971: David McAllister, deutsch-britischer Politiker, MdL und Ministerpräsident
- 1971: Thorsten Prenzler, deutscher Politiker
- 1973: Alexis Bug, deutscher Schauspieler, Autor und Regisseur
- 1973: Robert Hock, deutscher Eishockeyspieler
- 1973: Rich Parent, kanadischer Eishockeyspieler
- 1973: Hande Yener, türkische Popsängerin
- 1974: Melanie C, britische Sängerin
- 1974: Tor Arne Hetland, norwegischer Skilangläufer
- 1974: Ivica Mornar, kroatischer Fußballspieler
- 1974: Nina Proll, österreichische Schauspielerin, Sängerin und Tänzerin
- 1975: Leda Abati, italienische Biathletin
- 1975: Alexander Bonde, deutscher Politiker, MdB und Landesminister
- 1975: Rick Hoogendorp, niederländischer Fußballspieler
- 1975: Richard Kitzbichler, österreichischer Fußballspieler
- 1975: Yua Kotegawa, japanische Manga-Zeichnerin
- 1975: Lisa Rieffel, US-amerikanische Schauspielerin und Sängerin
- 1975: Jocelyn Thibault, kanadischer Eishockeyspieler

#### 1976–2000
- 1976: Petra Gössi, Schweizer Politikerin
- 1977: Dominic Auger, deutsch-kanadischer Eishockeyspieler

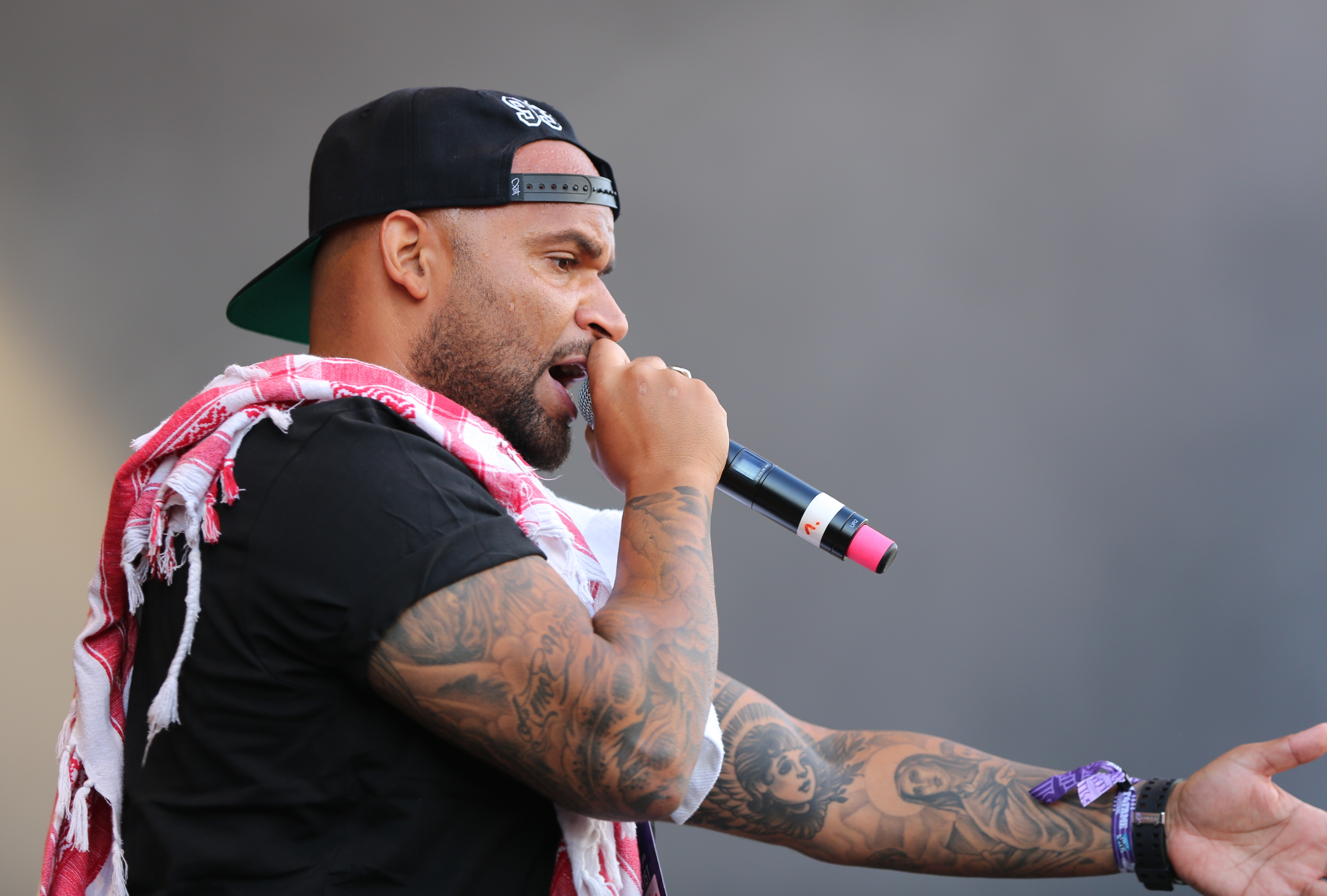
Olli Banjo (* 1977)

- 1977: Olli Banjo, deutscher Hip-Hop-Künstler
- 1977: Marijo Marić, kroatischer Fußballspieler
- 1977: Tom Sietas, deutscher Apnoetaucher
- 1978: Stephen Abas, US-amerikanischer Ringer
- 1978: Tom Flammang, luxemburgischer Radrennfahrer
- 1978: Bonaventure Kalou, ivorischer Fußballspieler
- 1979: Marián Hossa, slowakischer Eishockeyspieler
- 1979: Grzegorz Rasiak, polnischer Fußballspieler

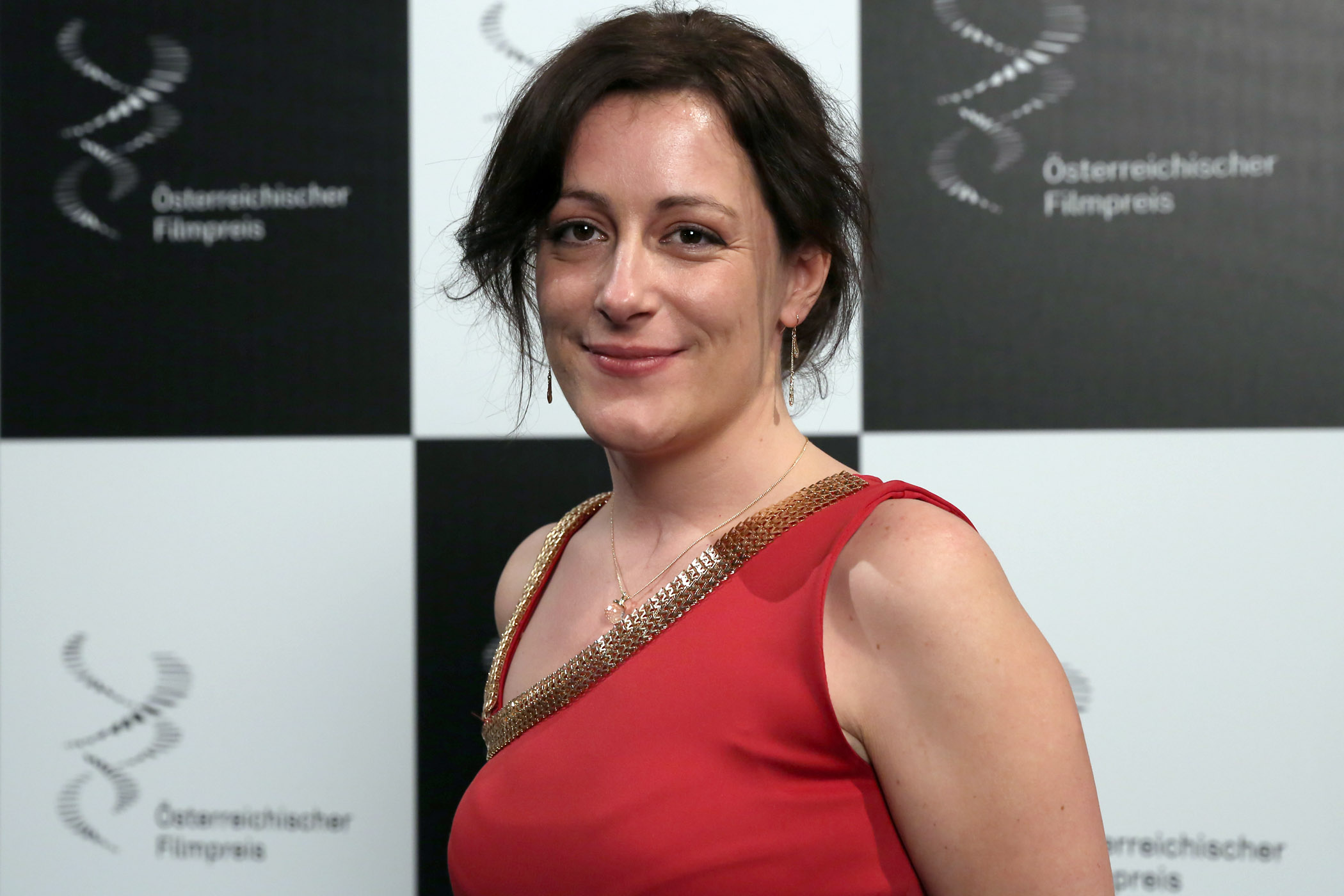
Judit Varga (* 1979)

- 1979: Judit Varga, ungarische Komponistin und Pianistin
- 1979: David Zabriskie, US-amerikanischer Profi-Radrennfahrer
- 1980: Juan José Abril, spanischer Bahn- und Straßenradrennfahrer
- 1980: Amerie, US-amerikanische R&B-Sängerin und Schauspielerin
- 1980: Michael Niedrig, deutscher Fußballspieler
- 1980: Shane Stefanutto, australischer Fußballspieler
- 1981: Jonathan Arnott, englischer Politiker
- 1981: Dagmar Bernhard, österreichische Sängerin
- 1981: Niklas Kronwall, schwedischer Eishockeyspieler
- 1981: Pierre Lamely, deutscher Politiker
- 1981: Luis Ernesto Pérez, mexikanischer Fußballspieler
- 1981: Georgios Stefanou, griechischer Volleyballspieler
- 1982: Justin Aikins, kanadischer Eishockeyspieler

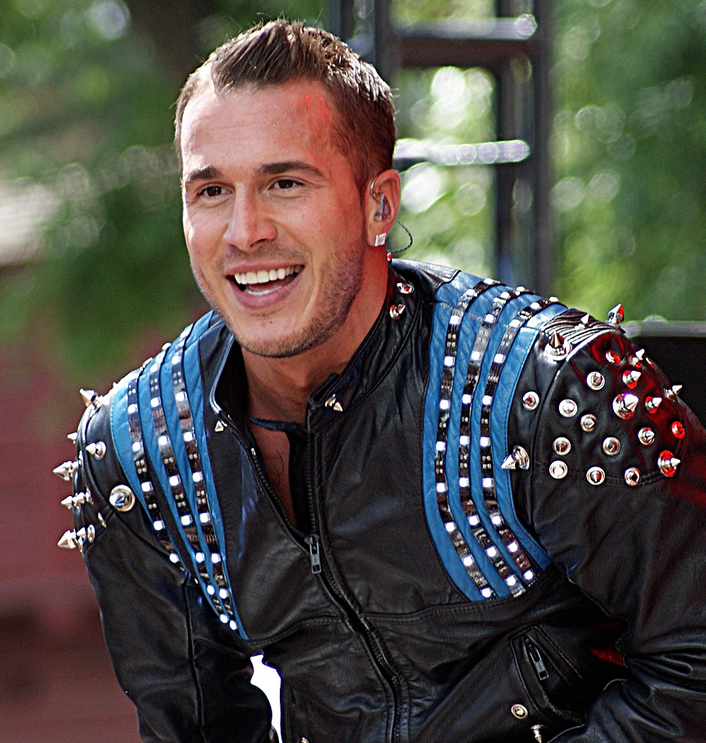
Shawn Desman (* 1982)

- 1982: Shawn Desman, kanadischer Pop/R&B-Sänger
- 1982: Kinga Grzyb, polnische Handballspielerin
- 1982: Melanie Marshall, britische Schwimmerin
- 1982: Paul-Henri Mathieu, französischer Tennisspieler
- 1982: Anjorka Strechel, deutsche Schauspielerin
- 1983: Bryan Bergougnoux, französischer Fußballspieler
- 1983: Luka Dobelšek, slowenischer Handballspieler
- 1983: Stefan Schauer, deutscher Eishockeyspieler
- 1984: Taraneh Alidoosti, iranische Schauspielerin
- 1984: Robert Archibald, australischer Polospieler
- 1984: Wiktor Igorewitsch Budjanski, russischer Fußballspieler

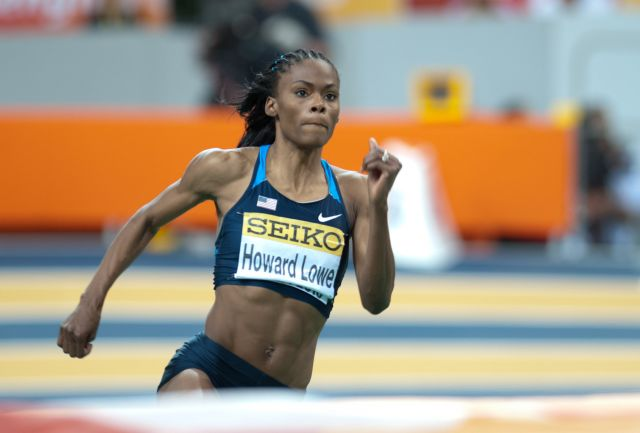
Chaunté Lowe (* 1984)

- 1984: Chaunté Lowe, US-amerikanische Hochspringerin
- 1984: Alain Montwani, andorranischer Fußballspieler
- 1985: Yohana Cobo, spanische Schauspielerin
- 1985: Cynthia Addai-Robinson, US-amerikanische Schauspielerin
- 1985: Tobias Eberhard, österreichischer Biathlet
- 1985: Artem Milewskyj, ukrainischer Fußballspieler
- 1985: Michael Stegmayer, deutscher Fußballspieler
- 1986: Pablo Daniel Osvaldo, italienisch-argentinischer Fußballspieler
- 1986: Christoph Stephan, deutscher Biathlet
- 1987: Nathan Doyle, englischer Fußballspieler
- 1987: Johannes Huber, deutscher Politiker
- 1987: Kirati Keawsombat, thailändischer Fußballspieler
- 1987: Nikita Khartchenkov, deutscher Basketballspieler
- 1987: Mychajlo Krywtschykow, ukrainischer Handballspieler
- 1987: Maarija Mikiver, estnische Fußballspielerin

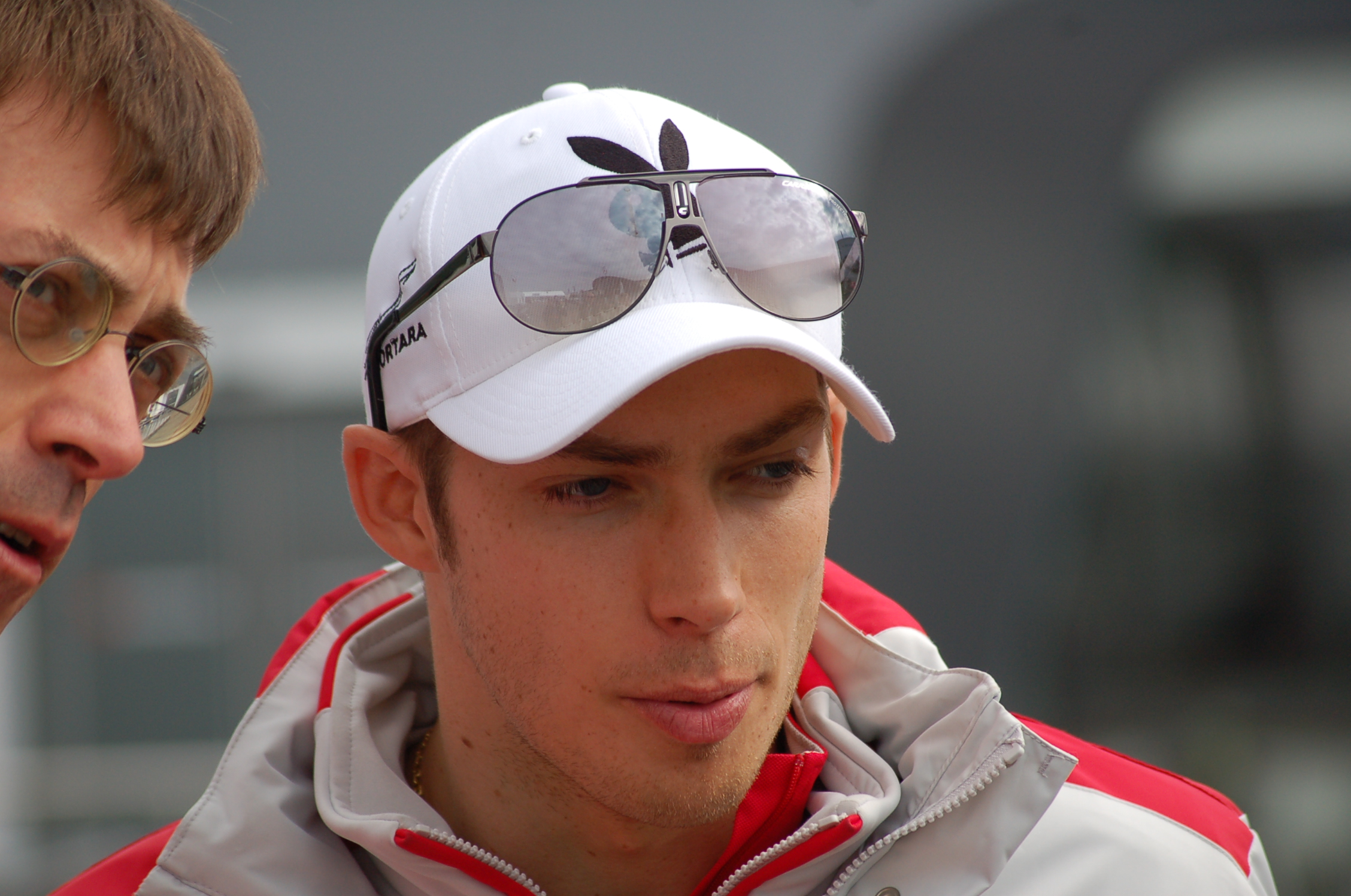
Edoardo Mortara (* 1987)

- 1987: Edoardo Mortara, italienischer Automobilrennfahrer
- 1987: Iván Nova, dominikanischer Baseballspieler
- 1987: Naya Rivera, US-amerikanische Schauspielerin
- 1987: Will Rothhaar, US-amerikanischer Schauspieler
- 1987: Salvatore Sirigu, italienischer Fußballspieler
- 1987: Kris Sparre, kanadischer Eishockeyspieler
- 1988: Matthias Baur, deutscher Handballspieler
- 1988: Milica Čović, serbische Handballspielerin
- 1988: Andrew Lawrence, US-amerikanischer Filmschauspieler
- 1988: Radim Nečas junior, tschechischer Fußballspieler
- 1988: Tim Rubink, deutscher Fußballspieler
- 1988: Douglas, niederländischer Fußballspieler
- 1989: Leonhard Kaufmann, österreichischer Fußballspieler
- 1989: Bastian Oczipka, deutscher Fußballspieler
- 1989: Aneta Sablik, polnische Sängerin
- 1989: Ross Smith, englischer Dartspieler

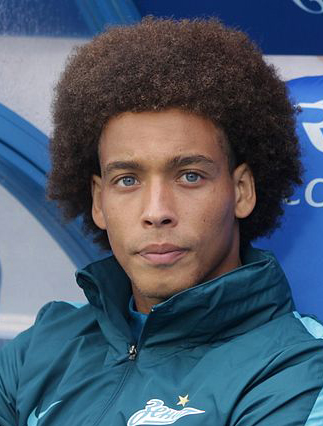
Axel Witsel (* 1989)

- 1989: Axel Witsel, belgischer Fußballspieler
- 1990: Sergei Alexandrowitsch Karjakin, russischer Schach-Großmeister
- 1990: Patrick Siefkes, deutscher Fußballspieler
- 1991: Yusuf Onur Arıkan, türkischer Fußballspieler
- 1991: Daniel Batz, deutscher Fußballtorhüter
- 1991: Robin Lässer, deutscher Motorradrennfahrer
- 1991: Pixie Lott, britische Pop- und Soulsängerin, Songwriterin und Schauspielerin
- 1991: Benjamin Meschke, deutscher Handballspieler
- 1992: Rashod Hill, US-amerikanischer American-Football-Spieler
- 1992: Lucas Liß,  deutscher Radrennfahrer
- 1992: Samuele Longo, italienischer Fußballspieler
- 1992: Ryan O’Connor, kanadischer Eishockeyspieler
- 1993: Ronya Othmann, deutsche Schriftstellerin
- 1993: Islambek Quat, kasachischer Fußballspieler
- 1993: Zayn, britischer Sänger (One Direction)
- 1994: Albion Avdijaj, albanisch-schweizerischer Fußballspieler
- 1994: Emre Can, deutscher Fußballspieler
- 1994: Jonas Maier, deutscher Handballspieler
- 1994: Fabian Schnellhardt, deutscher Fußballspieler
- 1995: Alec McCrea, US-amerikanischer Eishockeyspieler
- 1995: Mike McGlinchey, US-amerikanischer American-Football-Spieler
- 1995: Alessio Romagnoli, italienischer Fußballspieler
- 1995: Maverick Viñales, spanischer Motorradrennfahrer
- 1996: Ella Henderson, britische Singer-Songwriterin
- 1998: James Brown, englisch-maltesischer Fußballspieler
- 1998: Victoria Krug, deutsche Fußballspielerin
- 1998: Rafik Zekhnini, norwegischer Fußballspieler

### 21. Jahrhundert

#### 2001–2025
- 2001: Marit Crajé, niederländische Handballspielerin
- 2002: Eva Lys, deutsche Tennisspielerin
- 2004: Melkamu Frauendorf, äthiopisch-deutscher Fußballspieler
- 2004: Marinus Hohmann, deutscher Schauspieler
- 2006: Macéo Capietto, französischer Autorennfahrer
- 2006: Stephan Embacher, österreichischer Skispringer

## Gestorben

### Vor dem 16. Jahrhundert
- 0302: Arcadius von Caesarea, frühchristlicher Märtyrer
- 0847: Baturich, Bischof von Regensburg
- 1093: Werner, Bischof von Merseburg
- 1140: Ludwig I., Landgraf von Thüringen
- 1167: Aelred von Rievaulx, englischer Abt, Prediger und Mystiker
- 1194: Kaim, Bischof von Olmütz
- 1230: Egino IV., Graf von Urach
- 1265: Godfrey de Ludham, Erzbischof von York
- 1277: Philippe de Toucy, Regent des lateinischen Kaiserreichs von Konstantinopel
- 1355: Albrecht I. von Hohenfels, Fürstbischof von Eichstätt
- 1392: Johann III. Radlica, Bischof von Krakau
- 1411: Heilmann von Wattenheim, deutscher Priester und päpstlicher Beauftragter
- 1464: Thomas Ebendorfer, österreichischer Theologe und Geschichtsschreiber
- 1475: Phélise Regnard, französische Adelige und Mätresse des französischen Thronfolgers

### 16. bis 18. Jahrhundert
- 1504: James Stewart, 1. Duke of Ross, schottischer Prinz, Sohn Jakobs III.
- 1517: Giovanni Francesco Fortunio, italienischer Humanist, Romanist und Grammatiker

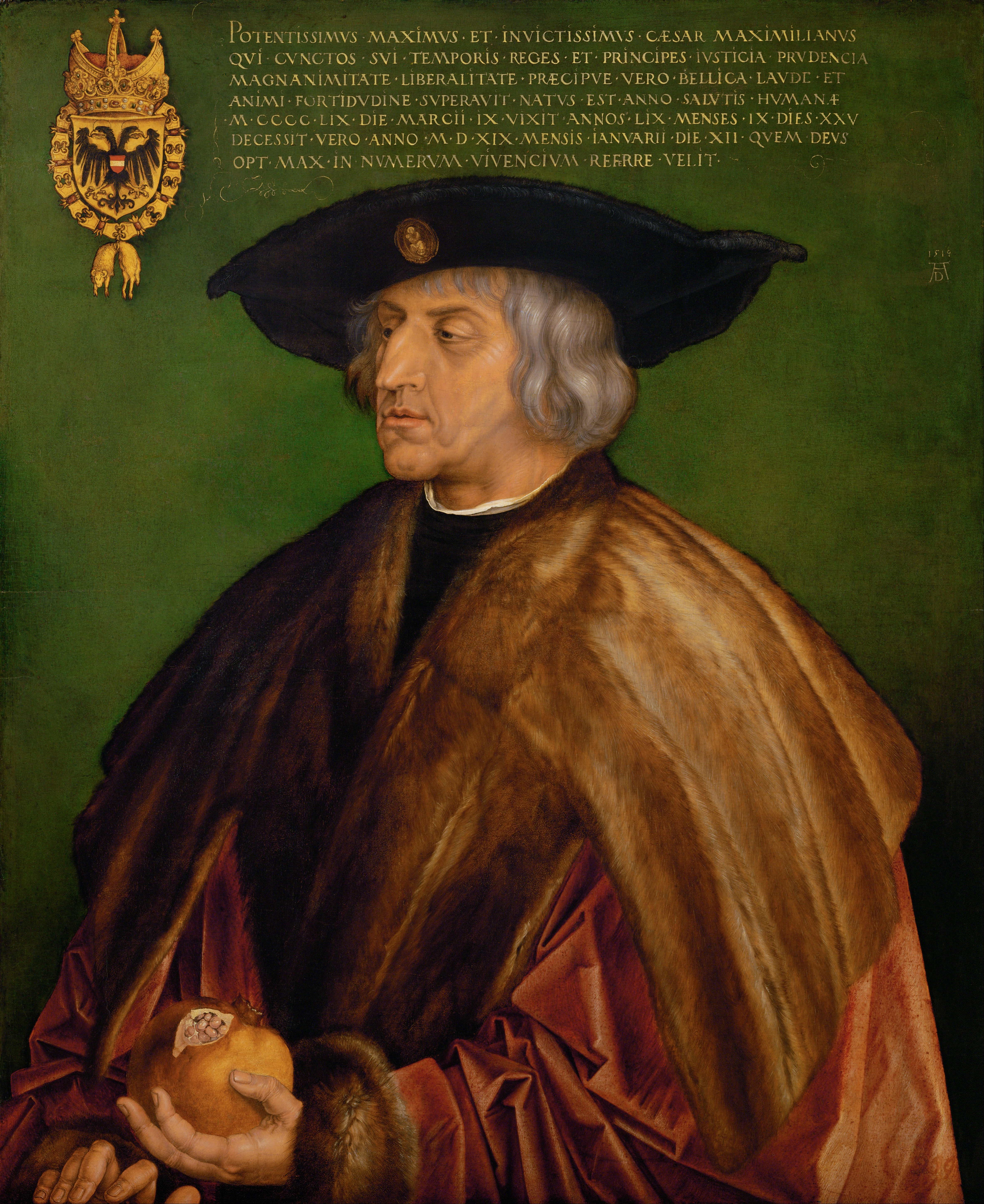
Maximilian I. († 1519)

- 1519: Maximilian I., Herzog von Burgund, deutscher König, Erzherzog von Österreich und Kaiser des Heiligen Römischen Reiches
- 1537: Lorenzo di Credi, italienischer Maler, Goldschmied und Bildhauer
- 1550: Andrea Alciato, italienischer Humanist
- 1557: Eberhard Billick, deutscher Geistlicher, Weihbischof in Köln, Gegenreformator
- 1563: Paul vom Rode, deutscher evangelischer Theologe und Reformator

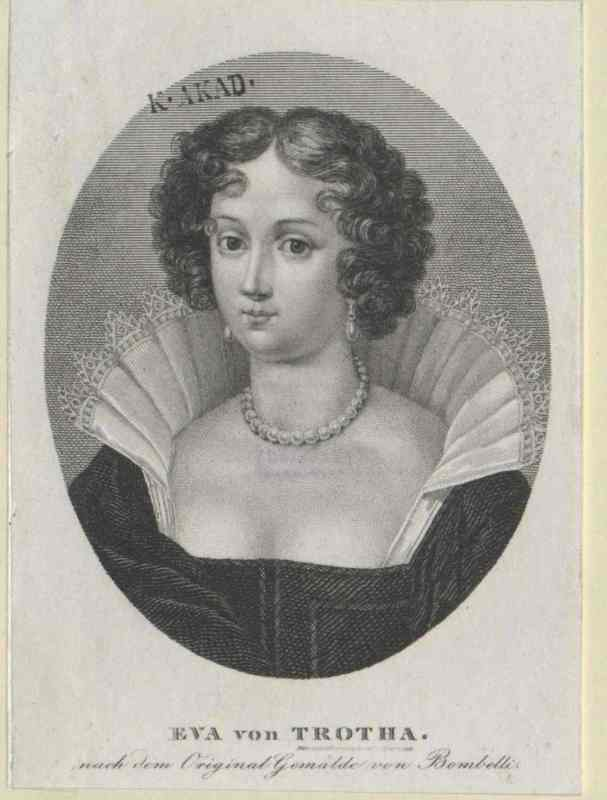
Eva von Trott († 1567)

- 1567: Eva von Trott, Geliebte des Herzogs Heinrich des Jüngeren von Braunschweig-Wolfenbüttel
- 1573: William Howard, 1. Baron Howard of Effingham, englischer Adeliger
- 1575: Georg Agricola, deutscher Pädagoge und Mediziner
- 1614: Elisabeth von Bergh-s’Heerenberg, Äbtissin von Essen, Nottuln, Freckenhorst und Metelen
- 1618: Eleonore von Württemberg, Fürstin von Anhalt und Landgräfin von Hessen-Darmstadt
- 1642: Johann Ernst von Hanau-Münzenberg-Schwarzenfels, Graf von Hanau-Münzenberg
- 1646: Henning Cramer von Clausbruch, Handelsherr, Diplomat und Bürgermeister der freien Reichsstadt Goslar
- 1647: Arnold Mengering, deutscher Theologe
- 1652: Samuel Nakielski, polnischer Chorherr und Priester
- 1658: Johann Carl Aichbühel, österreichischer Hochschullehrer, Rektor der Universität Wien
- 1665: Pierre de Fermat, französischer Jurist und Mathematiker
- 1674: Giacomo Carissimi, italienischer Komponist
- 1700: Margareta Bourgeoys, Erzieherin in Neufrankreich, Heilige der römisch-katholischen Kirche
- 1701: Abraham Leuthner, böhmischer Maurer- und Baumeister
- 1717: Everhardus Gallenkamp, deutscher Priester und Abt des Klosters Marienfeld
- 1724: Daniel Müller, Jurist und Bürgermeister von Lübeck
- 1730: Johann Christoph Schwedler, deutscher Theologe und Kirchenlieddichter
- 1735: John Eccles, britischer Komponist
- 1743: Peter Adolf Boysen, deutscher Theologe, Philosoph und Historiker
- 1743: Johann Friedrich Hertel, deutscher Rechtswissenschaftler
- 1745: Basilio Asquini, italienischer römisch-katholischer Geistlicher und Biograf
- 1754: Georg Sigismund Green der Jüngere, deutscher Theologe
- 1759: Anna von Großbritannien, Irland und Hannover, Princess Royal und Prinzessin von Oranien
- 1760: George Clarke, britischer Gouverneur der Provinz New York
- 1765: Johann Melchior Molter, deutscher Komponist und Kapellmeister
- 1771: Jean-Baptiste de Boyer, Marquis d’Argens, französischer Schriftsteller und Philosoph
- 1773: Jakob von Eggers, preußischer General

### 19. Jahrhundert
- 1803: Giuseppe Baldrighi, italienischer Maler des Rokoko
- 1806: Manuel Abad y Lasierra, spanischer Bischof
- 1819: André Morellet, französischer Ökonom und Schriftsteller
- 1819: Benedikte Naubert, deutsche Schriftstellerin

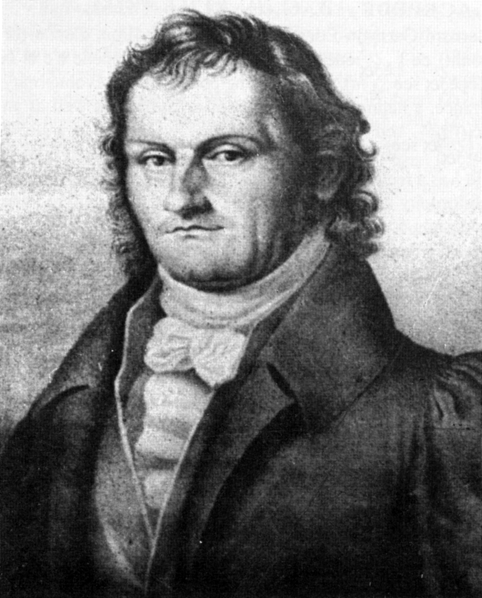
Johann Gottlob Theaenus Schneider († 1822)

- 1822: Johann Gottlob Theaenus Schneider, deutscher Altphilologe, Naturwissenschaftler und Lexikograf
- 1824: Johann Heinrich Wilhelm Ziegenbein, deutscher Pädagoge und evangelischer Geistlicher
- 1825: Rudolf André, deutscher Landwirt und Autor
- 1827: Franz Christian Löflund, Buchhändler und Verleger
- 1829: Michael Gotthard Fischer, deutscher Organist und Komponist
- 1829: Friedrich Schlegel, deutscher Kulturphilosoph, Philosoph, Schriftsteller, Kritiker, Literaturhistoriker und Übersetzer
- 1831: Jean Thérèse de Beaumont d’Autichamp, französischer General
- 1833: Marie-Antoine Carême, französischer Koch
- 1834: William Grenville, 1. Baron Grenville, britischer Politiker und Premierminister
- 1835: Christian Wurm, Königlich Bayerischer Polizeidirektor, Polizeikommissär von Nürnberg
- 1836: Gerhard Vieth, deutscher Turnpädagoge
- 1837: Augustin Andreas Geyer, katholischer Geistlicher und Fossiliensammler
- 1839: Joseph Anton Koch, österreichischer Maler
- 1842: Johanna Stegen, preußische Patriotin, bekannt als Heldenmädchen von Lüneburg
- 1843: Ernst Friedrich Ferdinand Robert, deutscher Maler und Hochschullehrer
- 1848: Karl Friedrich von dem Knesebeck, preußischer Generalfeldmarschall
- 1849: James Thomson, britischer Mathematiker
- 1850: Vinzenz Joseph Deycks, deutscher Advokat und Notar

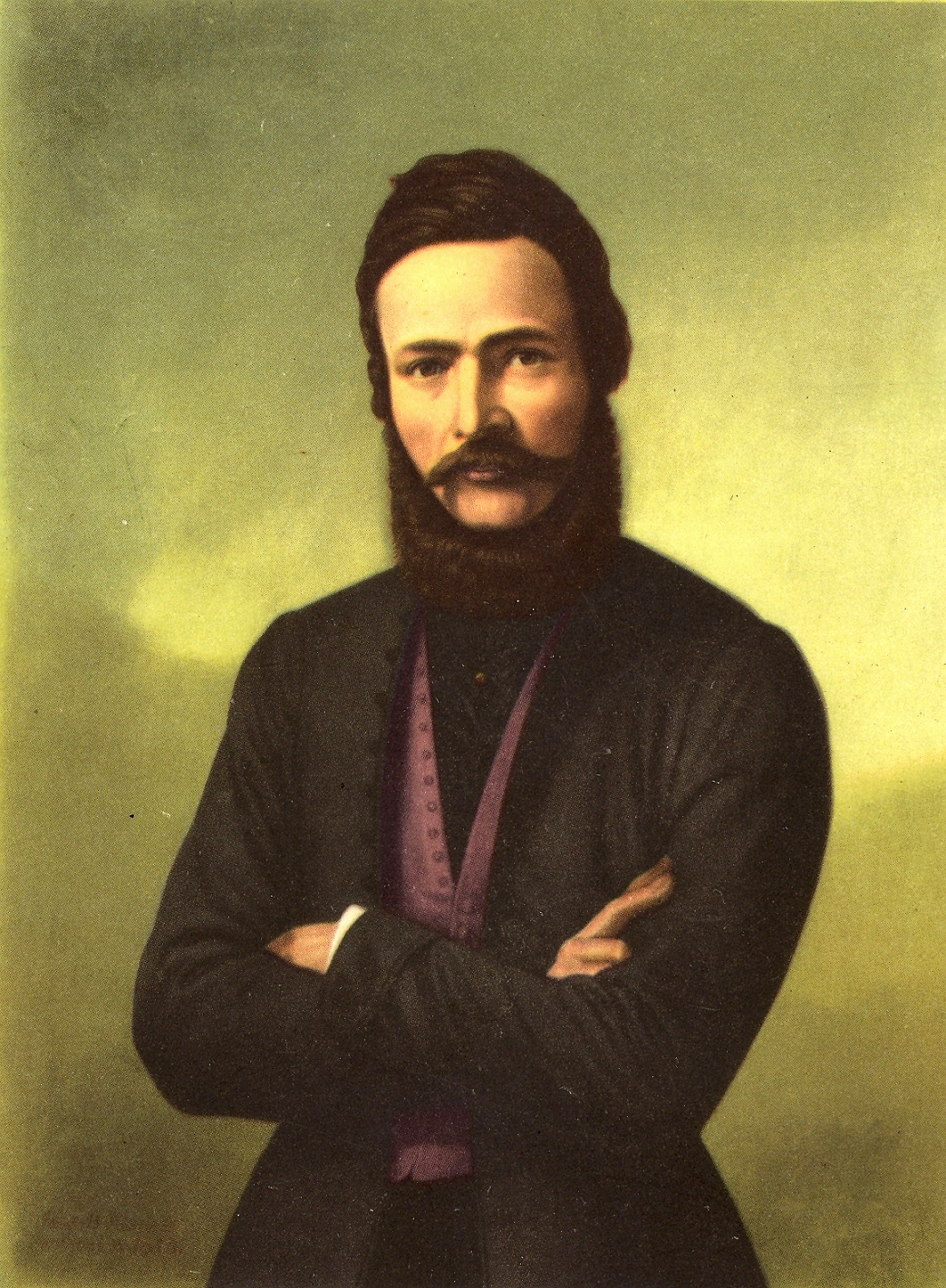
Ľudovít Štúr († 1856)

- 1856: Ľudovít Štúr, slowakischer Philologe, Schriftsteller und Politiker, Begründer der slowakischen Schriftsprache
- 1858: Joachim Haspinger, österreichischer Kapuzinerpater und Tiroler Freiheitskämpfer
- 1860: Jan Zygmunt Skrzynecki, polnischer General
- 1862: Jørgen Herman Vogt, norwegischer Jurist und Politiker
- 1865: Carl Christian Ullmann, reformierter Vermittlungstheologe
- 1867: Georg Merz, deutscher Optiker und Astronom
- 1874: Samuel Weishaupt, Schweizer Theologe und Chorleiter
- 1875: Thomas E. Bramlette, US-amerikanischer Politiker
- 1875: Tongzhi, Kaiser von China
- 1877: Wilhelm Hofmeister, deutscher Botaniker und Professor
- 1880: Ida Hahn-Hahn, deutsche Schriftstellerin und Lyrikerin
- 1884ː Elfriede von Mühlenfels, deutsche Schriftstellerin
- 1885: August von Württemberg, preußischer Generaloberst
- 1898: Elise Bethge-Truhn, deutsche Theaterschauspielerin
- 1889: Anton von Schullern zu Schrattenhofen, österreichischer Lyriker und Schulmann
- 1890: Olympe Audouard, französische Frauenrechtlerin
- 1890ː Minna Peschka-Leutner, deutsche Sopranistin
- 1892: Heinrich Friedrich Theodor Apfelstedt, deutscher Pfarrer und Heimatforscher

### 20. Jahrhundert

#### 1901–1950
- 1902ː Käthe Brandt, deutsche Theaterschauspielerin
- 1904: Reinhold Johow, deutscher Jurist
- 1906: François Durel, französischer Architekt und Unternehmer
- 1906: Theodor Weber, deutscher Bischof
- 1909: Hermann Minkowski, deutscher Mathematiker und Physiker
- 1911: Harfenjule, deutsche Sängerin, Harfenspielerin und Berliner Original

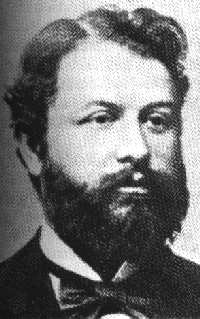
Georg Jellinek († 1911)

- 1911: Georg Jellinek, deutsch-österreichischer Staatsrechtler und Rechtssoziologe
- 1911: Franz Eugen Schlachter, Schweizer  Erweckungsprediger, Altphilologe, Schriftsteller und Übersetzer (Schlachter Bibel)
- 1912: Clara von Rappard, Schweizer Malerin
- 1914: Elisabeth zu Carolath-Beuthen, deutsche Adelige und Lebensgefährtin von Herbert von Bismarck
- 1915: Émile Amélineau, französischer Ägyptologe und Koptologe
- 1915: Nariakira Arisaka, japanischer Militär
- 1915: Caroline Hammer, dänische Fotografin
- 1916: Léon César Autonne, französischer Ingenieur und Mathematiker
- 1918: Ottmar von Angerer, deutscher Mediziner
- 1921: Gervase Elwes, englischer Sänger
- 1923: Thyra Sehested, dänische Historikerin
- 1924: William V. Allen, US-amerikanischer Politiker
- 1924: Albert von Waldthausen, deutscher Bankier
- 1925ː Hanna Henning, deutsche Drehbuchautorin, Filmregisseurin und Filmproduzentin
- 1927: Hermann von Tappeiner, österreichischer Mediziner und Pharmakologe
- 1931: Giovanni Boldini, italienischer Porträtmaler
- 1932: Adolf Jandorf, deutscher Großkaufmann und Gründer des KaDeWe
- 1933: Václav Suk, tschechischer Geiger, Dirigent und Komponist
- 1936: Léon Fabert, französischer Automobilrennfahrer
- 1937: Heinrich Christian Graf von Attems-Heiligenkreuz, österreichische K.u.K. Landespräsident im Herzogtum Krain und Geheimer Rat
- 1938: Gösta Ekman, schwedischer Schauspieler
- 1941: Edu Snethlage, niederländischer Fußballspieler
- 1942: Theodore Annemann, US-amerikanischer Zauberkünstler
- 1942: Wladimir Michailowitsch Petljakow, sowjetischer Flugzeugkonstrukteur
- 1943: Howard Atwood Kelly, US-amerikanischer Gynäkologe
- 1943: Frank A. Perret, US-amerikanischer Erfinder, Unternehmer und Vulkanologe
- 1944: Juliette Paxton Atkinson, US-amerikanische Tennisspielerin
- 1944: Hertha Wiegand, deutsche Ärztin und Opfer des Holocaust
- 1945: Arthur Hoffmann, deutscher Widerstandskämpfer
- 1945: Theodor Kroyer, deutscher Musikwissenschaftler
- 1945ː Gertrud Seele, deutsche Krankenschwester und Widerstandskämpferin gegen den Nationalsozialismus
- 1946ː Safiyya Zaghlul, ägyptische Aktivistin
- 1947: Karl August Nerger, deutscher Marineoffizier

#### 1951–2000
- 1951: Momme Andresen, deutscher Chemiker
- 1952: Jessie Lipscomb, britische Bildhauerin
- 1954: Max Niedermann, Schweizer Altphilologe und Politiker
- 1956: Martha Burkhardt, Schweizer Malerin, Zeichnerin, Illustratorin, Fotografin, Autorin und Sozialfürsorgerin

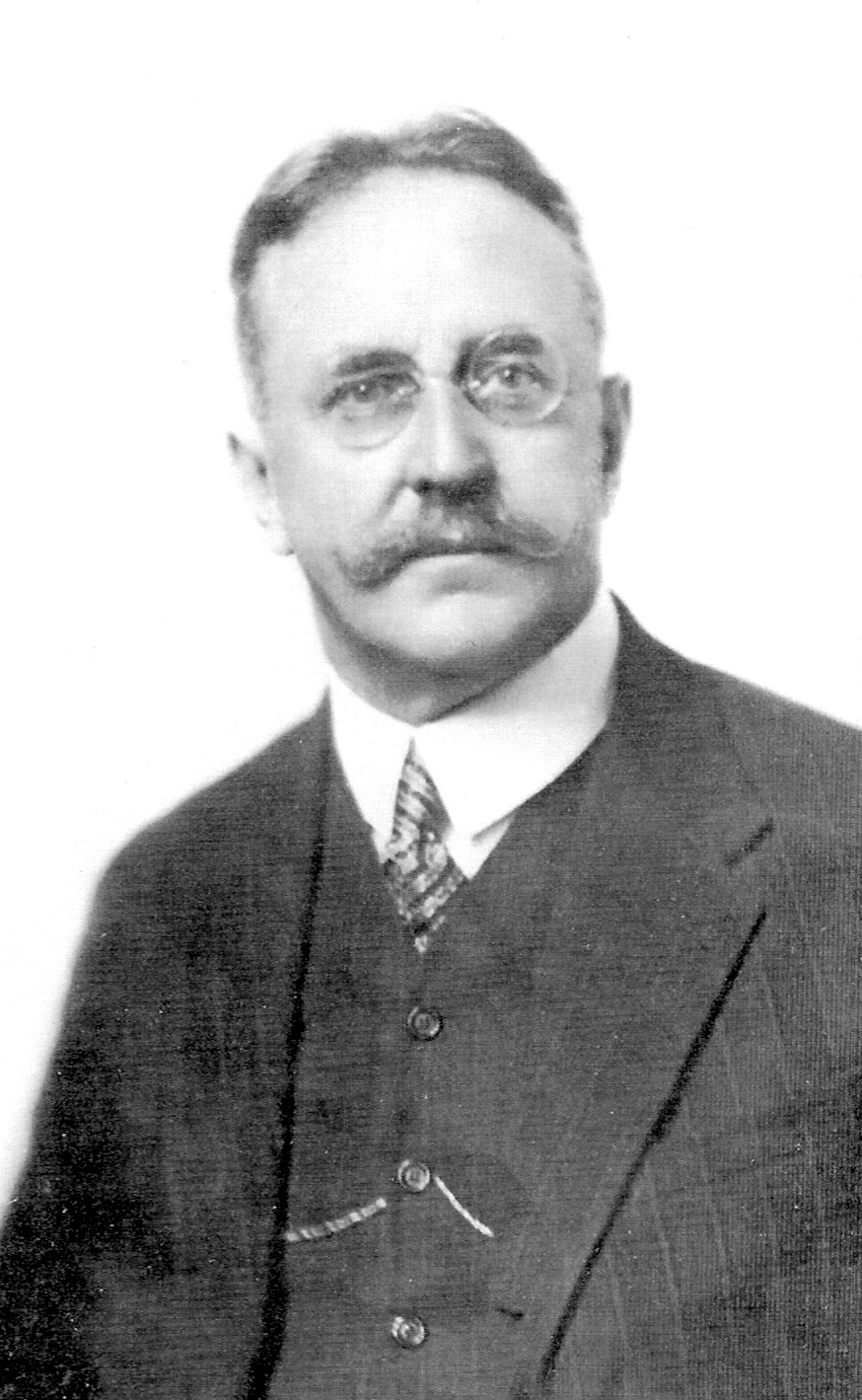
Franz Dinghofer († 1956)

- 1956: Franz Dinghofer, österreichischer Richter und Politiker
- 1957: Ken Wharton, englischer Automobilrennfahrer
- 1958: Arthur Shepherd, US-amerikanischer Komponist
- 1960: Carlos Di Sarli, argentinischer Tangomusiker
- 1960: Nevil Shute, britischer Schriftsteller, Flugzeugingenieur und Pilot
- 1961: Joseph A. A. Burnquist, US-amerikanischer Politiker
- 1961: Freddy Kindell, britischer Automobilrennfahrer
- 1962: James Garfield Gardiner, kanadischer Politiker
- 1962: Willy Odenthal, deutscher Politiker, MdL, MdB, MdEP
- 1964: Michael Amlacher, österreichischer Politiker
- 1964: Stewart Hoffman Appleby, US-amerikanischer Politiker
- 1964: Byron Ingemar Johnson, kanadischer Politiker
- 1965ː Lorraine Hansberry, US-amerikanische Dramatikerin und Bürgerrechtsaktivistin
- 1970: Abbas Dabylow, sowjetisch-karakalpakischer Dichter
- 1974: Heinrich Schneider, deutscher Politiker, MdL, Landesminister, Landtagspräsident, MdB

Agatha Christie († 1976)

- 1976: Agatha Christie, britische Schriftstellerin
- 1976: Bohuslav Kokoschka, österreichischer Maler, Grafiker und Schriftsteller
- 1977: Henri-Georges Clouzot, französischer Regisseur
- 1979: Alfred Mahncke, deutscher General
- 1979: Pete Smith, US-amerikanischer Filmproduzent
- 1980: Finn Ronne, norwegisch-US-amerikanischer Polarforscher
- 1981: Elma Grohs-Hansen, deutsche Bildhauerin und Textilkünstlerin
- 1982: Emil Hass Christensen, dänischer Schauspieler
- 1982: Dorothy Howell, englische Komponistin und Pianistin
- 1982: Jacob Maarten van Bemmelen, niederländischer Rechtswissenschaftler
- 1983: Frédérique Petrides, US-amerikanische Dirigentin belgischer Herkunft
- 1986: Marcel Arland, französischer Schriftsteller und Literaturkritiker
- 1986: Ludwig Biermann, deutscher Physiker
- 1988: Piero Taruffi, italienischer Motorrad- und Automobilrennfahrer
- 1989: Zygmunt Hübner, polnischer Theaterregisseur
- 1989: Willy Schneider, deutscher Volkssänger
- 1990: Gaston Crunelle, französischer Flötist und Musikpädagoge
- 1990: John Hansen, dänischer Fußballspieler
- 1990: Paul Amadeus Pisk, österreichischer Musikwissenschaftler und Komponist
- 1991: André Kaminski, Schweizer Schriftsteller
- 1992: Lode Anthonis, belgischer Radrennfahrer
- 1994: Samuel Bronston, US-amerikanischer Filmproduzent
- 1995: Kay Aldridge, US-amerikanische Schauspielerin
- 1995: Nicolas Hajj, libanesischer Erzbischof
- 1996: Bartel Leendert van der Waerden, niederländischer Mathematiker
- 1997: Raymond Arveiller, französischer Romanist und Lexikologe
- 1997: Charles Brenton Huggins, kanadisch-US-amerikanischer Chirurg
- 1998: Peter Jona Korn, deutscher Komponist
- 1998: Phyllis Nelson, US-amerikanische Sängerin
- 1998: Ramón Sampedro, spanischer Seemann, Tetraplegiker und Verfechter der Sterbehilfe
- 2000: Marc Davis, US-amerikanischer Trickfilmzeichner

### 21. Jahrhundert

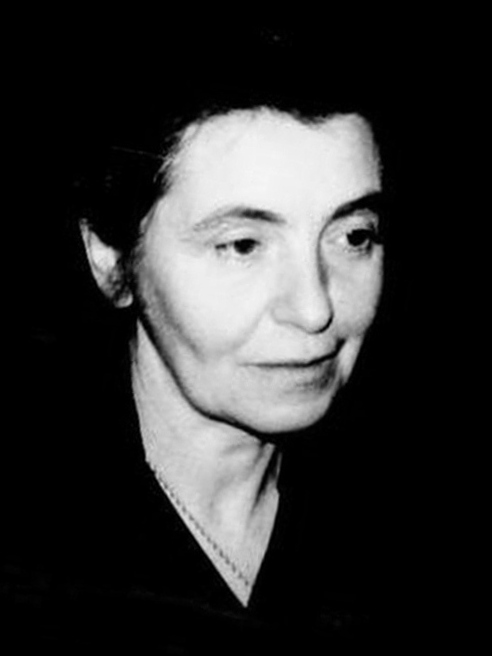
Olga Ladyschenskaja († 2004)

- 2001: Julius Aßfalg, deutscher Orientalist
- 2001: Luiz Bonfá, brasilianischer Gitarrist und Komponist
- 2001: William Hewlett, US-amerikanischer Geschäftsmann, Mitbegründer von Hewlett-Packard
- 2001: Adhemar da Silva, brasilianischer Leichtathlet
- 2002: John Stephen Hales, australischer Geschäftsmann
- 2002: Oleg Grigorjewitsch Jantschenko, russischer Organist, Komponist und Dirigent
- 2002: Cyrus Vance, US-amerikanischer Politiker und Außenminister
- 2003: Hans Arens, deutscher Literatur- und Sprachwissenschaftler
- 2003: Dean Amadon, US-amerikanischer Ornithologe
- 2003: Jaime Figueroa, puerto-ricanischer Geiger
- 2003: Leopoldo Galtieri, argentinischer General und de facto Präsident Argentiniens
- 2003: Maurice Gibb, britisch-australischer Musiker Mitglied der Bee Gees
- 2003: Kinji Fukasaku, japanischer Regisseur
- 2003: William Hilsley, deutsch-britischer Komponist, Musiker und Musikpädagoge
- 2004: Olga Alexandrowna Ladyschenskaja, russische Mathematikerin und Physikerin
- 2005: Manfred Fuhrmann, deutscher Altphilologe
- 2005: Achille Maramotti, italienischer Unternehmer der Modebranche und Jurist
- 2005: Bernard Meadows, britischer Bildhauer
- 2005: Amrish Puri, indischer Filmschauspieler
- 2006: Manfred Bopp, deutscher Fußballspieler
- 2006: Roland Hüttenrauch, deutscher Physiker und Ingenieur, Vorstand der Stiftung Warentest
- 2006: Udo Thomer, deutscher Schauspieler
- 2007: Horst Bachmann, deutscher Maler, Bildhauer und Zeichner
- 2007: Alice Coltrane, US-amerikanische Jazzmusikerin
- 2007: Larry Stewart, US-amerikanischer Philanthrop, bekannt geworden als „Secret Santa“
- 2009: Claude Berri, französischer Filmregisseur, Schauspieler, Filmproduzent und Drehbuchautor
- 2009: Arne Næss, norwegischer Philosoph
- 2010: Georges Anglade, haïtianisch-kanadischer Schriftsteller, Geograph und Politiker

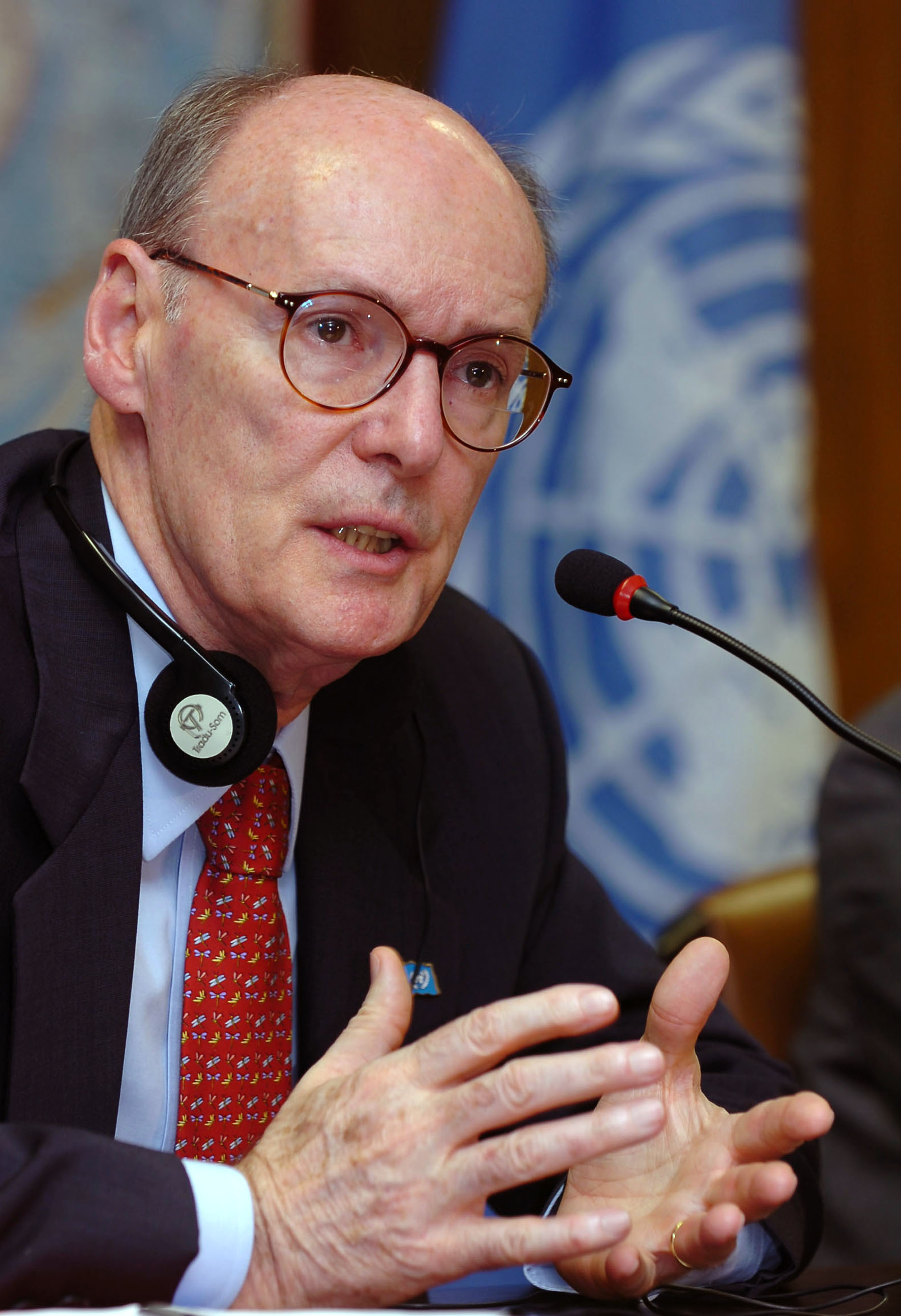
Hédi Annabi († 2010)

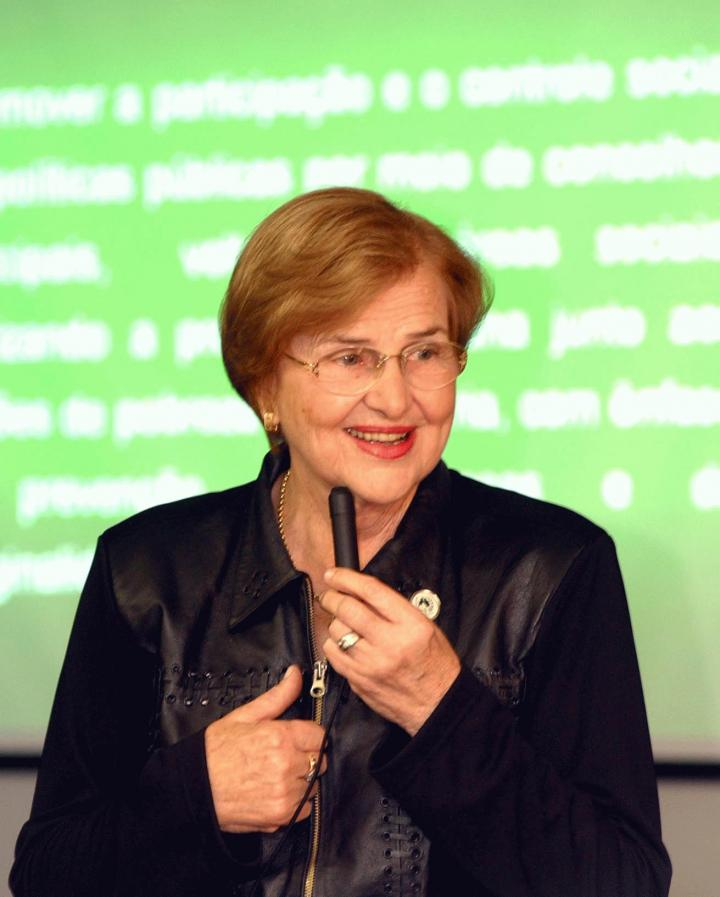
Zilda Arns († 2010)

- 2010: Hédi Annabi, tunesischer UN-Diplomat
- 2010: Zilda Arns, brasilianische Medizinerin
- 2010: Noël Goemanne, belgisch-amerikanischer Komponist, Kirchenmusiker, Organist und Chorleiter
- 2011: Didier Bonnet, französischer Rennfahrer und Rennwagenkonstrukteur
- 2012: Reginald Hill, britischer Schriftsteller
- 2012: Bekku Sadao, japanischer Komponist
- 2013: Jean-Claude Olivier, französischer Motorradrennfahrer und Motorsportfunktionär
- 2014: John Button, britischer Automobilrennfahrer
- 2016: Ruth Leuwerik, deutsche Schauspielerin
- 2017: Giulio Angioni, italienischer Schriftsteller und Anthropologe
- 2021: Ferenc Arok, jugoslawischer Fußballspieler und -trainer
- 2021: Álvaro Mejía, kolumbianischer Leichtathlet
- 2022: Victor Fenigstein, Schweizer Komponist und Klavierpädagoge
- 2022: Ronnie Spector, US-amerikanische Sängerin
- 2023: Lisa Marie Presley, US-amerikanische Sängerin
- 2023: Bruce Sharp, australischer Turner
- 2023: Wolfgang Wickler, deutscher Verhaltensbiologe und Publizist
- 2025: Leslie Charleson, US-amerikanische Schauspielerin
- 2025: Kim Yaroshevskaya, kanadische Schauspielerin

## Feier- und Gedenktage
- Kirchliche Gedenktage
  - Hl. Tatjana von Rom, römische Jungfrau und Märtyrerin (katholisch, orthodox)
  - Hl. Remigius von Reims, galloromanischer Bischof (evangelisch, der katholische und orthodoxe Gedenktag in Deutschland ist am 13. Januar)
- Namenstage
  - Arkadius, Erna, Ernst, Tanja, Tatjana

Weitere Einträge enthält die Liste von Gedenk- und Aktionstagen.